# Vélo
Bicyclette
Pour les articles homonymes, voir Vélo (homonymie) et Bicyclette (homonymie).
« Petite reine » redirige ici. Pour les autres significations, voir La Petite Reine (homonymie).

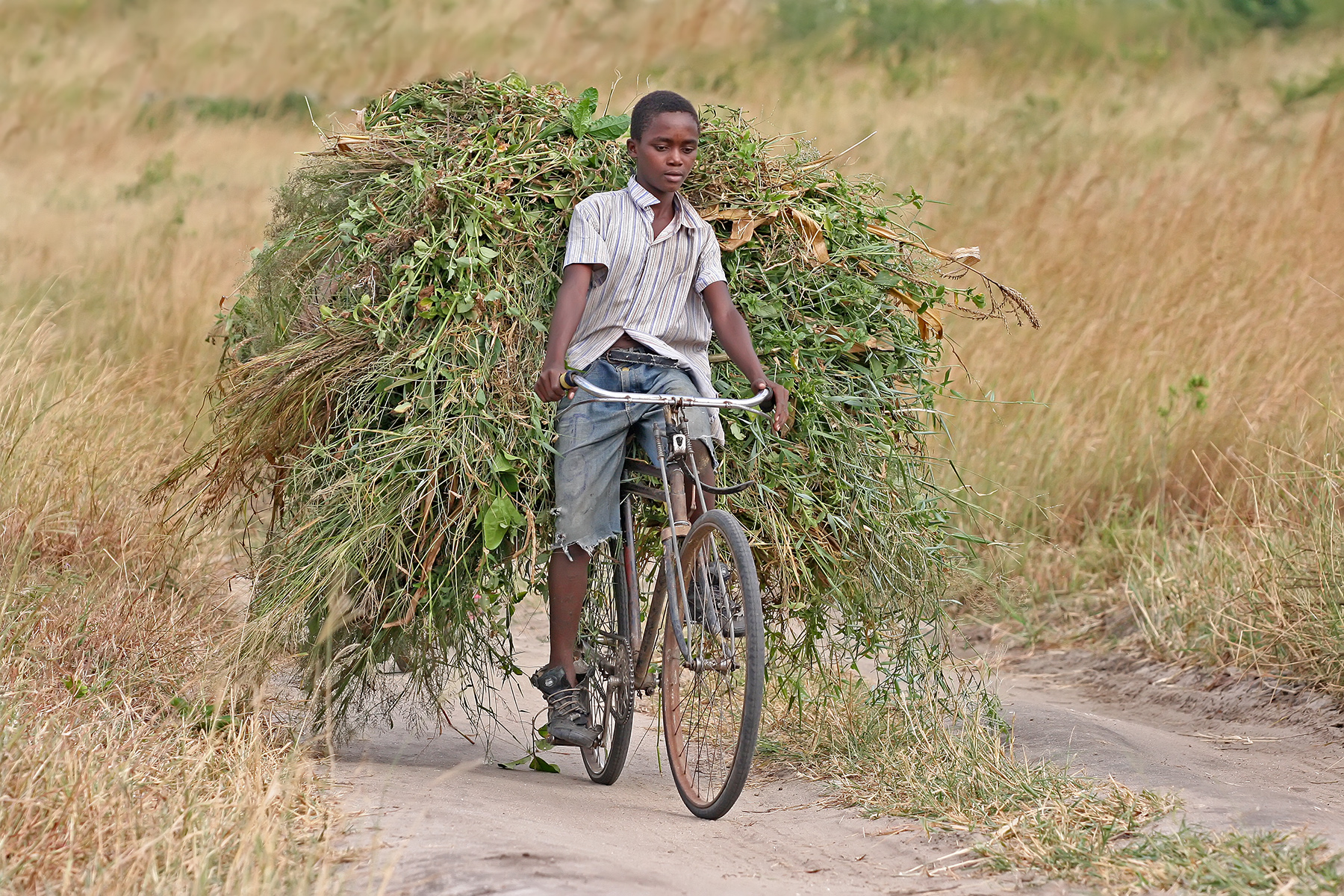
Jeune garçon tanzanien transportant du fourrage sur un vélo anglais pour nourrir le bétail de sa famille.

Un vélo ou une bicyclette est un véhicule vélocipède terrestre à propulsion humaine, entrant dans la catégorie des cycles, composé de deux roues alignées, qui lui donnent son nom. Il peut être à propulsion exclusivement musculaire ou être assisté par une propulsion électrique. Dans les deux cas, la force motrice est fournie par son conducteur (appelé « cycliste »), le plus souvent en position assise, par l'intermédiaire de deux pédales entraînant la roue arrière, presque toujours par une chaîne à rouleaux. La roue avant est directrice et assure l'équilibre. Son orientation est commandée par un guidon, que le cycliste utilise pour contrôler la trajectoire ainsi que le freinage (sauf modèles particuliers) et éventuellement le changement des vitesses.
La bicyclette est l'un des principaux moyens de transport dans de nombreuses parties du monde. Son efficacité énergétique est particulièrement élevée. Sa pratique, le cyclisme, constitue à la fois un usage quotidien de transport, un loisir populaire et un sport. Dans les pays en développement, elle permet de se déplacer de manière économique. Dans les pays développés, elle est encouragée par les pouvoirs publics dans leur lutte contre la sédentarité et l'obésité, qui est un enjeu de santé publique majeur. En tant que moyen de transport actif, le vélo relève du concept plus général d'écomobilité, car son impact sur l'environnement est minimal. Enfin, par son absence d'utilisation d'énergie fossile, il contribue à la souveraineté énergétique des pays non producteurs de pétrole.

## Histoire

### XIXesiècle

Évolution de la bicyclette depuis la draisienne de 1818.

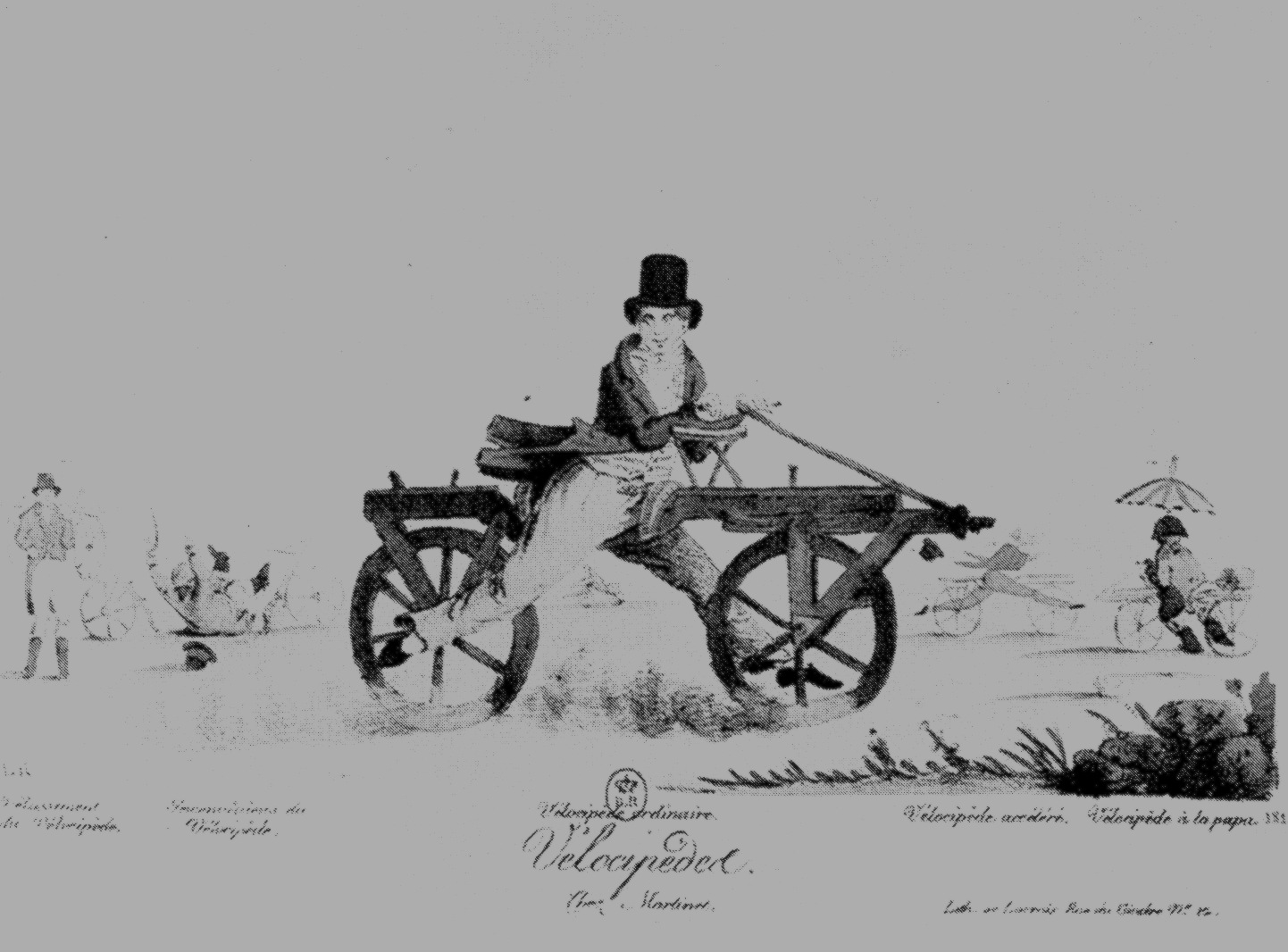
Draisienne à Paris en 1818 (gravure).

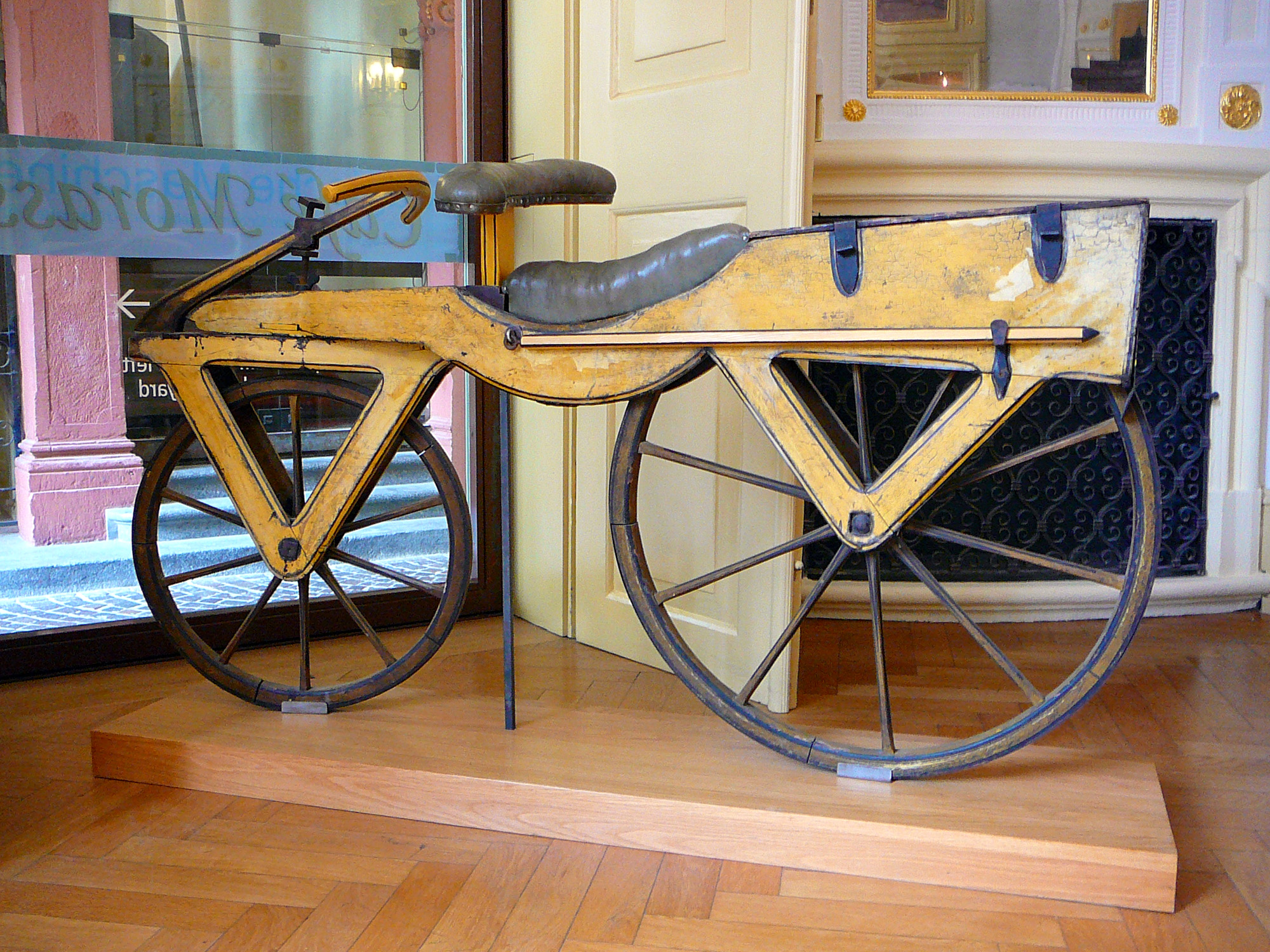
La draisienne modifiée (ca 1820), le premier « deux-roues ».

Bicyclette de Lawson en 1879.

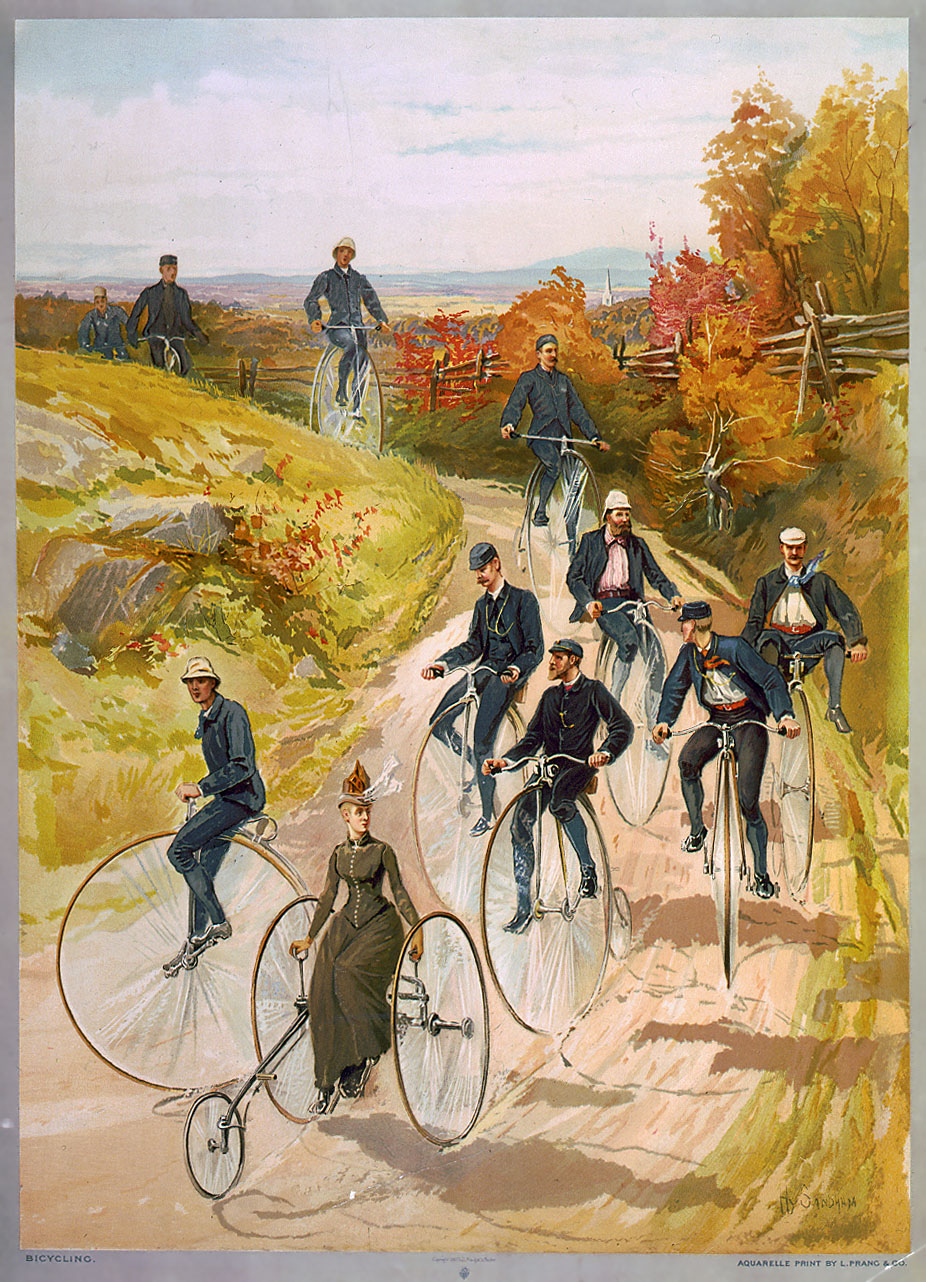
Grands bis et tricycle, aquarelle vers 1887, États-Unis.

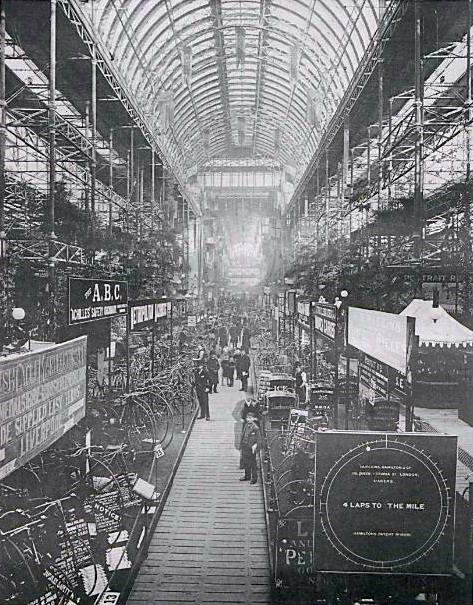
Exposition de cycles au Crystal Palace en février 1889.

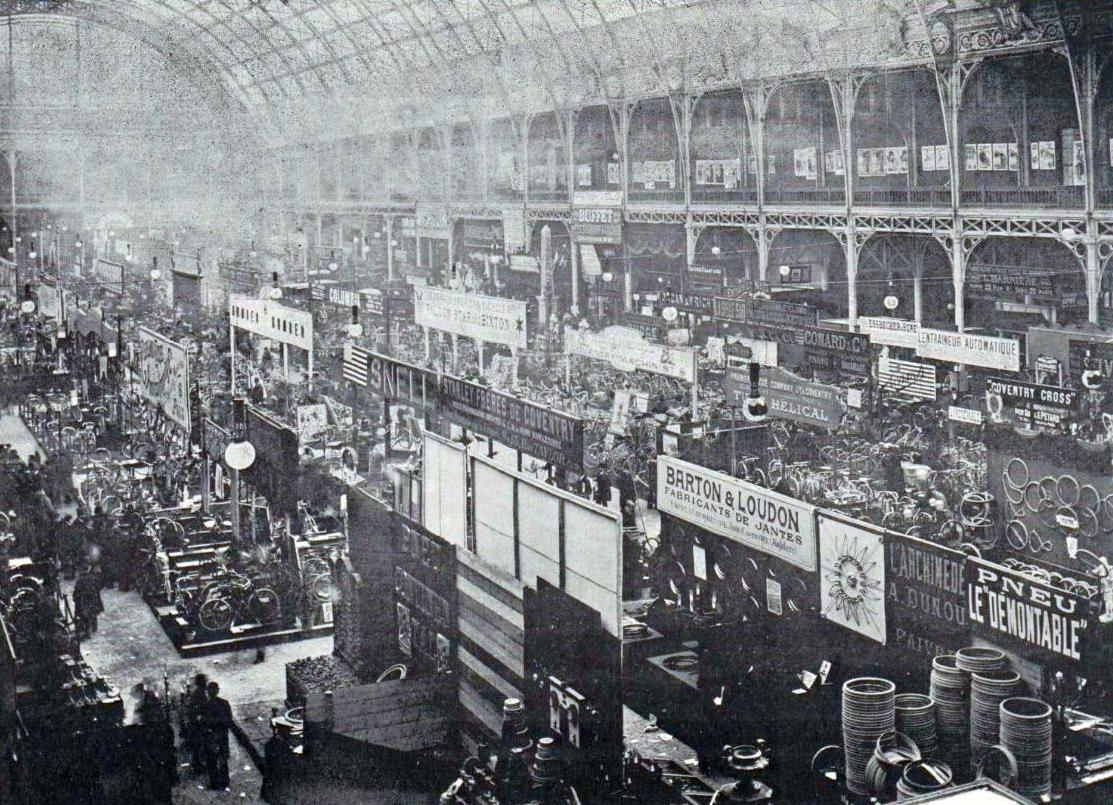
Le troisième Salon du cycle de Paris, en décembre 1895 au palais de l'Industrie.

Durant l’année sans été , la population plongée dans la famine avait mangé les chevaux (qui servaient de moyen de transport à l’époque). Face à la pénurie de moyen de locomotion, le vélo a été inventé.
En 1817, le baron allemand Karl Drais von Sauerbronn invente sa Laufmaschine ou « machine à courir » qui est présentée à Paris le 5 avril 1818 (Brevet d'importation français déposé par Louis-Joseph Dineur au nom du Baron Drais le 17 février 1818 : sous l'appellation d'une « Machine dite vélocipède. »).
La draisienne (version 1817) possède deux roues alignées, reliées à un cadre en bois par des fourches, la roue avant pouvant pivoter latéralement, et elle est équipée d'un rudimentaire frein à sabot sur la roue arrière. Cet engin connait un certain succès, en particulier en France puis au Royaume-Uni.
Dans ce pays, il sera nommé « hobby-horse ».
La première conception visuelle attestée d'un deux-roues de type bicyclette est due à Alexandre Mercier. Elle figure dans son brevet du 8 mai 1843. Le pédalage est alternatif, à l'instar des Lévocyclettes Terrot des années 1910. C'est également le premier exemple probant d'équilibre soutenu sur deux roues, alors que sur la draisienne, l'équilibre n'est que passager. Dans son brevet, Mercier dit avoir essayé sa machine avec succès à Amiens, mais ce n'est pas prouvé.
Si la draisienne fait partie de la préhistoire de la bicyclette, la véritable histoire commence en France avec les vélocipèdes à pédales pendant les années 1860. C'est vers 1867 que sont commercialisés les premiers vélocipèdes à pédales des maisons Sargent, Michaux, Vincent, etc., avec un vrai succès populaire au rendez-vous. Pierre Michaux, serrurier parisien en voiture à façon, aurait inventé le vélocipède à pédales en 1855. La date précise de l'invention et l'identité de l'inventeur sont toutefois très discutées. En 1893, lors d'une controverse avec les frères André et Aimé Olivier, anciens associés qui ont toujours nié le rôle de Michaux dans l'invention, Henry Michaux, fils de Pierre Michaux, avoue que ce serait son frère Ernest qui aurait eu l'idée des pédales, et que l'invention daterait en fait de 1861. Cette date est toutefois mise en doute par certains historiens, qui donnent 1864 comme date plus plausible, et émettent également des doutes sur la paternité de l'invention de la famille Michaux. Il est vrai que nous n'avons aucune preuve à ce jour. Parallèlement, un autre Français, Pierre Lallement, revendique avoir inventé et expérimenté un système à pédales dès 1862, et obtient en 1866 un brevet américain pour une machine qu'il appelle « bicycle ». Une dizaine d'autres inventeurs revendiquent cette invention. Le plus plausible aujourd’hui, bien que sans preuve également, est Georges Radisson.
Pierre Michaux ne dépose qu'en 1868 un brevet pour son invention, qu'il appelle « pédivelle » (brevet français no 80637 déposé le 24 avril 1868 : « Perfectionnement dans la construction des vélocipèdes. »), auquel il ajoute également un frein. À partir de l'automne 1867, le vélocipède a énormément de succès en France, et les premières courses de vélocipèdes, les clubs et les journaux apparaissent.
Pierre Lallement émigre en 1865 aux États-Unis sans avoir pu trouver de soutien financier à Paris pour sa machine, et obtient le premier brevet au monde sur le vélocipède à pédales en novembre 1866. Il réussit à vendre son brevet à un New-yorkais, Calvin Witty, qui sera le premier à fabriquer des deux-roues aux États-Unis (un seul de ces vélocipèdes semble avoir survécu) et retourne en France en 1868. À la fin de cette année, Witty vendant sa licence à d'autres constructeurs, le succès se produit également aux États-Unis. Quelques-uns surnommèrent la machine boneshaker (« secoueuse d'os »), en raison de la conception des roues, en bois cerclées de fer. Les premières garnitures de roues en caoutchouc dur apparaissent en 1869 et améliorent sensiblement le confort de l'engin.
En 1869, Charles Desnos dépose un brevet sur l'amélioration du vélocipède qui fixe certaines caractéristiques toujours présentes dans les vélos modernes, notamment la roue arrière motrice et la transmission multiplicatrice par courroie ou chaine.
Après la guerre de 1870, le perfectionnement des vélocipèdes se poursuit surtout en Angleterre. La roue avant se fait plus grande tandis que la roue arrière diminue. Le premier grand bi, appelé Ordinary, apparaît en 1872. Ce genre de bicyclette connait un succès foudroyant auprès de la bourgeoisie qui seule avait les moyens de se l'offrir. En Angleterre, il est surnommé penny farthing (d'après la taille respective de ces deux pièces de monnaie, par analogie avec les roues). En France, il est utilisé de manière ostentatoire par les bourgeois (exemple : culture du plaisir et de l'élégance dans le bois de Boulogne).
Le premier brevet de bicyclette a été déposé en 1871 par Viarengo de Forville, un Italien résidant en France. Dans son brevet français du 30 septembre 1871 sont jointes des photos représentant une bicyclette d'homme et une de femme.
En 1884, John Kemp Starley de la société The Coventry Sewing Machine Company (« Société des machines à coudre de Coventry »), qui deviendra Rover, invente la « bicyclette de sécurité » munie de roues de taille raisonnable et d'un entraînement par chaîne. Le cycliste y est installé à l'arrière, ce qui rend presque impossible la chute de type « soleil » où le cycliste est projeté par-dessus la roue avant. Un engrenage plus grand à l'avant (le plateau) qu'à l'arrière (le pignon) fait tourner la roue arrière plus vite que les pédales ne tournent, ce qui permet à ce type d'engin d'aller vite même sans une roue géante.
En 1886, Peugeot commercialise ses premières bicyclettes. En 1885, le Bordelais Juzan en construit quelques-unes également, au design plus moderne que les anglaises.
En 1888, John Boyd Dunlop invente le pneumatique (brevet français no 193281 déposé par John Boyd Dunlop le 1er octobre 1888 : « Garniture de jante applicable aux roues de véhicules. »), qui contribue à améliorer encore le confort du cycliste. Édouard Michelin perfectionne cette invention en déposant en 1891 un brevet de « pneu démontable », la chambre à air.
Les bicyclettes de sécurité de 1890 ressemblent déjà beaucoup aux bicyclettes actuelles. Elles ont des pneumatiques de taille comparable à celle d'un vélo moderne, des roues à rayons, un cadre en tubes d'acier et une transmission par chaîne. La seule chose qui leur manque est le changement de vitesses.
Dans les années 1890, ce nouveau modèle de bicyclette élargit la cible des utilisateurs potentiels. De plus, en lien avec la seconde révolution industrielle, les bicyclettes deviennent un produit industriel (en France, les grandes marques sont alors Peugeot dans le Doubs, Manufrance et Mercier[réf. nécessaire] dans la Loire), réduisant leur prix à un point qui les rend abordables aux ouvriers. Cela conduit à une « folie de la bicyclette », qui est à l'origine d'une évolution sociale importante (passage du vélo loisir au vélo utilitaire).
Dès cette période, la bicyclette s'impose comme un moyen de découvrir le monde. Alors que se développe la mode des tours du monde, le premier tour à vélo se déroule entre 1891 et 1894. La première femme à avoir réalisé cet exploit en solitaire est Annie Cohen Kopchovsky, dite Annie Londonderry, sur un modèle masculin de bicyclette de marque Sterling, en quinze mois.
Le développement de la bicyclette a ainsi permis le progrès de l'émancipation des femmes, même si l'accès au vélo pour ces dernières a été semé d'embûches. La féministe Susan B. Anthony a ainsi déclaré en 1896 que l'engin avait accompli davantage pour cette libération que quoi que ce soit d'autre au monde. Malgré le tour du monde à vélo d'Annie Londonderry en 1895, certains médecins et moralistes persistaient à affirmer que la bicyclette présenterait une menace pour la santé physique et mentale des femmes. De plus, elle encouragerait au dévergondage et à l'exhibitionnisme. On pensait par exemple que chevaucher une selle et se mettre en mouvement dans cette position pouvait conduire les femmes à développer des pratiques masturbatoires, absolument immorales à l'époque. De fait, les vêtements féminins du XIXe siècle n'étaient absolument pas adaptés à la pratique sportive, le port du pantalon étant réservé aux hommes. Les femmes se sont alors battues pour porter le bloomer, sorte de short féminin, afin de pouvoir pratiquer la bicyclette. Dès 1868, certaines compétitions ont néanmoins été ouvertes aux femmes. De façon prémonitoire, Jacques Mauprat déclare dans Le Progrès du 21 avril 1895 : « Oui, la faible femme a fait ses preuves sur la bicyclette. Elle est arrivée à des performances très satisfaisantes ; et cela non seulement sans préjudice pour sa santé […]. Cette introduction de la femme dans le monde du sport est une révélation pour elle et sera presque la source d'une révolution dans les mœurs de la société, en commençant par le costume et en finissant par la régénération de bien des qualités perdues par l'inactivité musculaire. »

Bicyclette de 1897
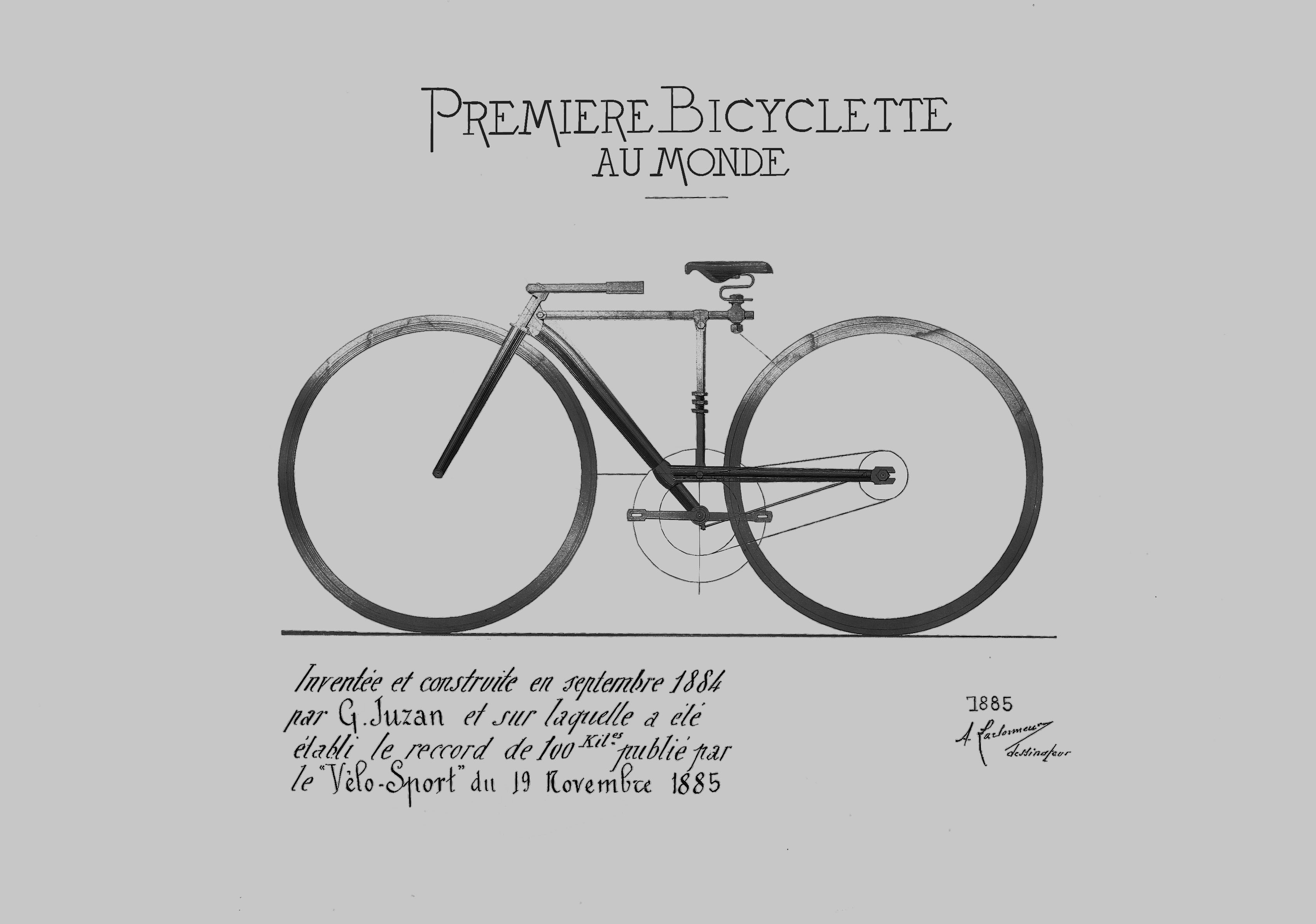
Bicyclette moderne construite par Georges Juzan.
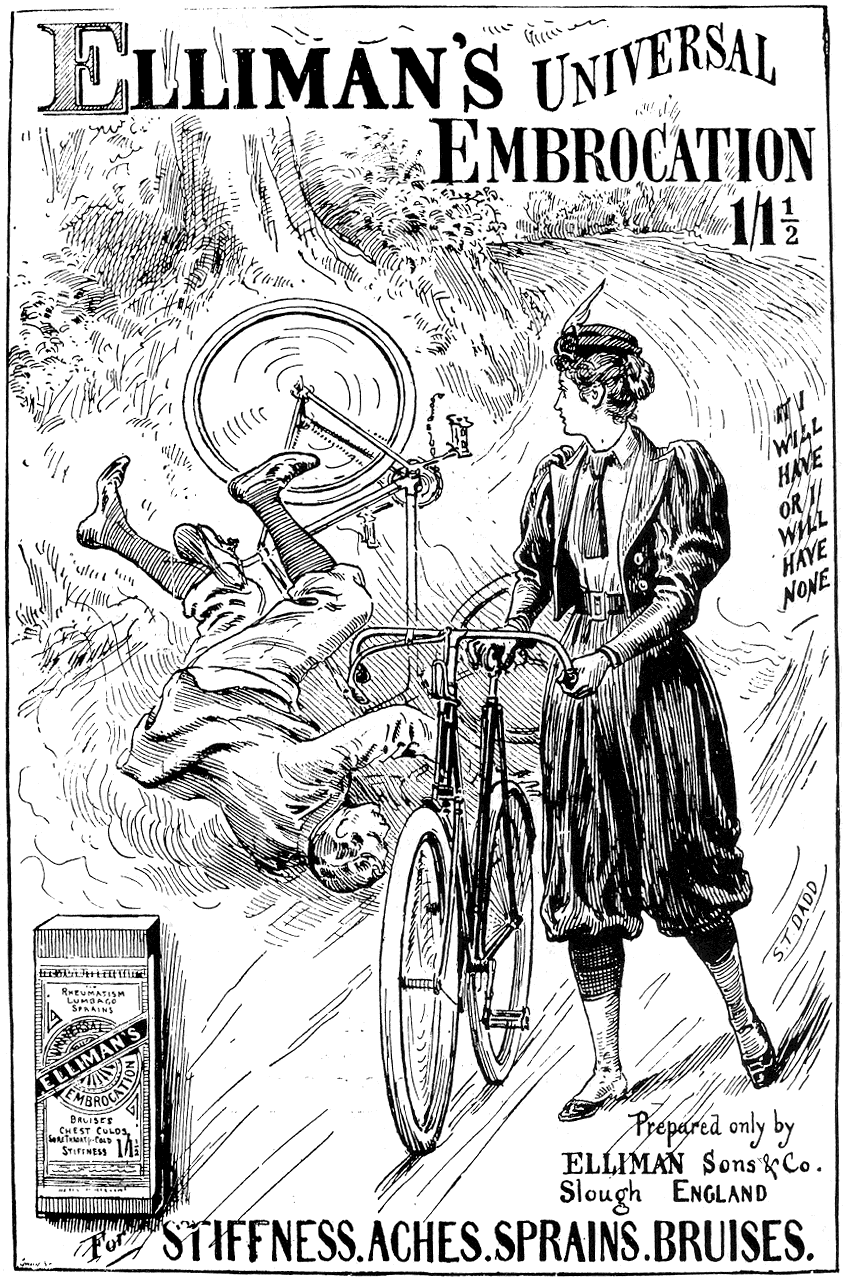
Publicité 1897.
- Des cyclistes dans Hyde Park, réalisé par Robert W. Paul (1896).

### XXesiècle

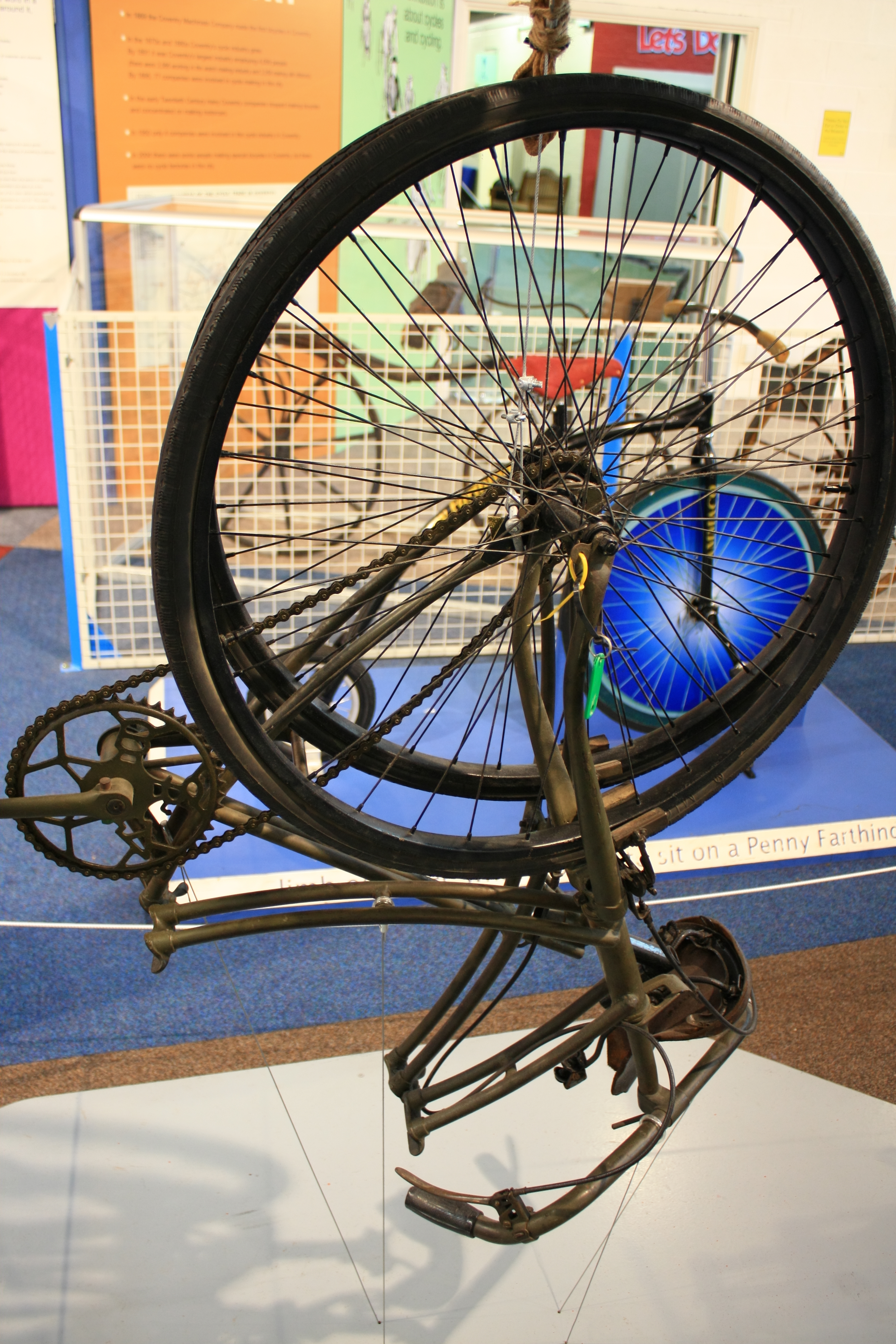
Bicyclette pliante des parachutistes britanniques, fabriquée par la Birmingham Small Arms Company.

En 1903 naît le Tour de France. Le premier gagnant de cette grande épreuve est Maurice Garin.
Après la Première Guerre mondiale, le terme « vélo » devient le mot populaire pour décrire la bicyclette utilisée par les ouvriers, paysans et enfants.
Dans les années 1930, les systèmes à plusieurs vitesses commencent à être utilisés dans les compétitions de vélo.
Le vélocar apparaît dans les années 1930, vélo couché et ancêtre de la vélomobile.
Pendant l'occupation de la France par l'Allemagne, les voitures sont restreintes à l'usage des médecins, de la police ou de la milice, la bicyclette devenant la reine des transports (ravitaillement, trajets pour le travail ou aller voir des proches, développement de vélo taxis dans les grandes villes), succès des compétitions de cyclisme. La bicyclette joue un rôle important dans la résistance, notamment pour les femmes, telle Conchita Ramos (1925-2019) qui transporte des messages et des armes contre les nazis sur sa bicyclette dans la région de Toulouse. 
Les dérailleurs se développent durant les années 1950. Enfin, les vélomobiles renaissent à la fin des années 1980.
En 1977, P. K. Mahanandia traverse l'Asie et l'Europe à vélo, reliant l'Inde à la Suède en cinq mois pour rejoindre sa femme.
Depuis le début des années 1990, dans plusieurs pays, des manifestations spontanées rassemblent, une fois par mois dans plusieurs centaines de villes, des défenseurs et promoteurs de l'usage du vélo en ville. Ce sont les masses critiques ou vélorution en France.

### XXIesiècle
En France, dans une note du 28 mars 2017, le think tank La fabrique écologique estime que la Coordination interministérielle pour le développement de l'usage du vélo (Ciduv), « sans moyens humains et budgétaires, ne peut assurer le pilotage d'une stratégie nationale ambitieuse ». La France manque de compréhension des freins à l'usage du vélo. L’indemnité kilométrique vélo (IKV) peine à se développer et l'Ademe consacre peu de moyens au vélo. La compétence vélo est déléguée au niveau local (par la loi NOTRe) aux collectivités où la culture du transport en commun domine, manquant d'une « impulsion nationale forte ». Le think tank propose des bases pour une stratégie nationale du vélo afin de rattraper les 20–25 ans de retard acquis sur l'Europe du Nord, prônant la création d'une mission interministérielle vélo (MIV) et la considération du vélo non plus comme un loisir mais comme un « instrument de la politique des transports ».
De fait, en France, selon une étude de l'Insee portant sur l'année 2015, seuls 2 % des actifs ayant un emploi vont travailler à vélo. Le vélo est surtout utilisé lorsque le lieu de travail se trouve jusqu'à 4 km du domicile. Ce mode de transport est en général bien moins utilisé que l’automobile, largement prédominante, les transports en commun ou la marche, mais il fait jeu égal avec les deux-roues motorisés. En ville, toutefois, comme à Paris, les trajets à vélo représentent le tiers de ceux effectués en voiture (voir section #Bicyclette et urbanisme).

## Propulsion électrique
Une bicyclette peut être composé d'un système électrique permettant de délivrer de la force motrice aux roues, conjointement (vélo à assistance électrique) ou non (vélo électrique) à l'action motrice du cycliste. Le système électrique peut être rechargé par cette même force motrice ou non selon les installations. Une bicyclette électrique est plus lourde qu'une bicyclette qui en est dépourvu et donc plus énergivore.

## Principes physiques
La bicyclette ne dispose que de deux points d'appui au sol : elle se trouve nécessairement en équilibre instable. Les physiciens parlent d'équilibre métastable car le passage de la position d'équilibre temporaire à une position de déséquilibre perceptible est relativement lent.
Les principales forces en action sont :
- la gravitation, qui tend à attirer le vélo vers le sol ;
- la force centrifuge, qui lorsque le vélo vire, tend à le redresser vers l'extérieur du virage.

L'équilibre est maintenu dynamiquement par les actions du cycliste, qui s'emploie à toujours redresser sa machine en la penchant légèrement dans la direction opposée à celle où elle commence à tomber.
Le cycliste jongle donc en permanence entre ces deux forces pour compenser les effets de l'une avec l'autre. Il est aidé en cela par la chasse du vélo : il s'agit de la distance entre l'intersection de l'axe de la fourche avec le sol et le point de contact de la roue avant au sol. En effet, l'axe de la fourche est incliné de manière que son intersection avec le sol se trouve en avant du point de contact de la roue avec le sol. Ainsi, si le vélo est penché d'un côté, la roue avant est forcée à se placer de manière à faire tourner le vélo du même côté, engageant ainsi un virage tendant à équilibrer cette inclinaison.
Enfin, lorsque le vélo roule, l'effet gyroscopique lié à la rotation des roues contrarie toute variation de l'orientation de leurs axes. Ce phénomène est proportionnel à la vitesse de rotation des roues, à leur diamètre et à leur masse. Cet effet reste habituellement négligeable et est normalement imperceptible par le cycliste. En effet, la masse et donc l'inertie du vélo et de son pilote sont d'un ordre de grandeur supérieur à celle des roues, ce qui réduit considérablement l'influence de l'effet gyroscopique[réf. souhaitée].
L'équilibre est rompu quand la vitesse s'approche de zéro, obligeant le cyclisme à poser un pied au sol.

### Efficacité énergétique
L'efficacité énergétique du vélo surpasse celle de tous les autres véhicules de conception humaine.

## Technique

### Composants

Composants les plus importants d'un vélo moderne (ici un VTT).

Les bicyclettes courantes sont constituées d'un ensemble de pièces facilement identifiables.

#### Cadre
Le cadre en est la partie principale, il consiste généralement en un triangle sur lequel le poids du cycliste est réparti à partir du point d'appui de la selle, associé à un second triangle plus petit sur lequel est monté la roue arrière : ce second triangle se compose de haubans (arrête extérieure du triangle arrière) et de bases (base du triangle arrière). La roue avant est fixée au cadre par une fourche, la partie haute de celle-ci est montée sur des roulements à billes au travers d'un tube presque vertical à l'avant du cadre. Ces roulements à billes constituent le jeu de direction. Le sommet de la fourche constitue une potence à laquelle est fixé le guidon. La fourche peut être suspendue. De nombreux modèles de vélos modernes sont par ailleurs conçus sans haubans fixes, remplacés par un système suspendu. Ce système peut prendre des formes diverses et variées, de l'utilisation d'articulations basées sur des roulements, jusqu'à l'emploi de matériaux flexibles (titane notamment) qui autorisent une déformation progressive. De tels vélos « tout-suspendus » sont conçus pour la pratique en terrain inégal comme le VTT pour apporter un confort supplémentaire.

#### Pédales, vitesses et transmission

##### Système chaîne, pignons

Dérailleur, pignons, chaîne et pédalier.

L'énergie est fournie par le cycliste par l'intermédiaire de ses pieds, avec lesquels il appuie sur les pédales, reliées à un ou plusieurs engrenages au niveau du pédalier : le ou les plateaux. L'engrenage arrière, le pignon (mais il y a généralement plusieurs pignons de tailles différentes), est monté sur la roue arrière, assorti d'un mécanisme à cliquet anti-retour : l'ensemble est appelé roue libre (pignons non démontables vissés) ou cassette (pignons démontables montés sur axe cannelé, système inventé par Shimano dans les années 1980). Les roues libres, qui se vissent sur l'axe de la roue arrière du vélo avec le pas standard à droite, ont été positionnées sur la droite de celle-ci afin que l'entrainement par la chaîne conduise à serrer et non desserrer la roue libre. 
La transmission du mouvement entre un plateau et un pignon est assurée par la chaîne, dont le pas standard est généralement de 1/2 pouce (12,7 mm). En fonction du type de pratique pour laquelle le vélo est conçu, la cassette peut être « plate », comme souvent sur un vélo de route, ce qui veut dire qu'entre deux pignons successifs, il n'y a qu'une dent de plus sur le plus grand ; sur d'autres types de vélos comme les VTT, le nombre de dents peut augmenter bien plus vite entre les pignons successifs. L'ensemble des éléments compris entre les pédales et la roue arrière forme la transmission.
La possibilité de changer de vitesses constitue l'une des avancées majeures de la technique cycliste. Le travail des jambes est plus efficace à certaines vitesses de rotation (ou cadences) du pédalier. Disposer d'une possibilité de sélection plus étendue des rapports de vitesses entre plateaux et pignons permet au cycliste de conserver sa cadence de pédalage la plus proche d'une valeur désirée. C'est pourquoi les vélos de route sont équipés de pignons avec un petit étagement. Ce petit étagement à pour conséquence de limiter la gamme de vitesses atteignables, les cassettes étant souvent soit orientées « plaine », par des rapports importants, soit orientées « montagne », par des rapports plus faibles. Cela permet au cycliste de contrôler sa cadence pour s'adapter à la pente ou au vent.
En effet, plus la taille des pignons entre l'engrenage arrière, contrôlant les vitesses, et potentiellement les pignons avant est élevé, plus la roue tournera vite (car la roue arrière tournera plus vite que les pédales) mais plus la force à fournir sera élevé. En revanche, un ratio faible diminuera la force au détriment de la vitesse, facilitant la montée notamment.
Le dérailleur est un dispositif simple qui pousse la chaîne latéralement de manière à l'obliger à changer de pignon (ou de plateau pour le dérailleur avant). Les côtés des pignons eux-mêmes ont une forme spécifique avec des indentations aux dimensions des maillons de la chaîne, pour « attraper » la chaîne lorsqu'elle est poussée contre le pignon, l'engageant ainsi sur les dents de ce pignon. Le système est considérablement plus simple que les systèmes plus anciens comme la bicyclette à trois vitesses, mais tarda à conquérir le marché, en raison de la différence fondamentale avec tous les systèmes de changement de vitesses utilisés auparavant.

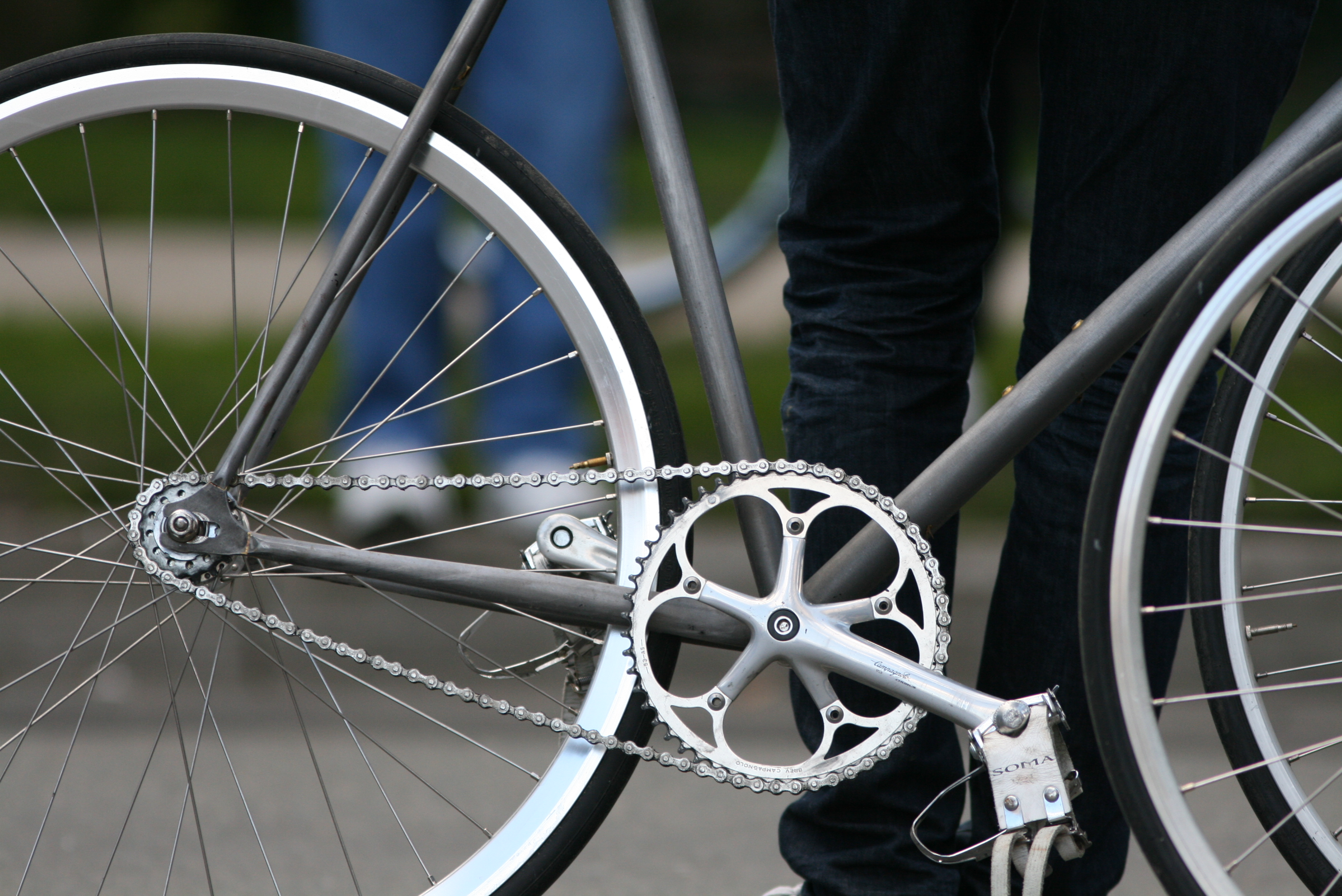
Un vélo à pignon fixe.

Les dispositifs de changement de vitesse, dont les leviers ont d'abord été fixés au cadre, puis au guidon, sont devenus bien plus efficaces et sophistiqués. On assiste cependant depuis la fin des années 2000 à un certain engouement pour les vélos à pignon fixe (sans vitesse et avec un seul pignon), du type de ceux utilisés dans les courses de vélodrome, mais de la part d'une clientèle citadine, pour des déplacements urbains.

##### Transmission par courroie
Il peut aussi être utilisé via une courroie qui, contrairement à la chaîne, ne nécessite aucun entretien particulier. L'industrie du vélo propose une gamme complète de courroies qui peuvent être en caoutchouc, carbone ou kevlar. Les plateaux et pignons sont adaptés aux diverses formes de courroies. La transmission par courroie n'utilise pas de dérailleur. Les vitesses peuvent être intégrées dans un moyeu sur la roue arrière ou dans le pédalier comme les pédaliers à engrenage « planétaires ».

##### Autres systèmes
La transmission du mouvement du pédalier à la roue peut aussi se faire grâce à un arbre de transmission ou à un joint de Cardan, associé à des engrenages, système également appelé transmission acatène (du latin signifiant « sans chaîne »). Ce système a été inventé vers 1895 et connut un certain succès, mais il imposait un pignon fixe et n'a pas perduré.
Depuis l'invention, en 1901, d'un moyeu arrière contenant trois paliers, par les Anglais Henry Sturmey et James Archer, le changement de vitesses est également possible grâce à un moyeu à vitesses intégrées. Ce système est très fréquent sur les vélos en libre-service et peut maintenant offrir jusqu'à quatorze vitesses. Des dispositifs de transmission par corde, cordelette ou « string » font aussi leur apparition ; le « string Bike » est créé par le Hongrois Robert Kohlheb.
En 2022, un système permet de supprimer les deux plateaux avant, par une mécanique intégrée dans le moyeux arrière commandé par une transmission de type Bluetooth depuis le guidon[réf. souhaitée].

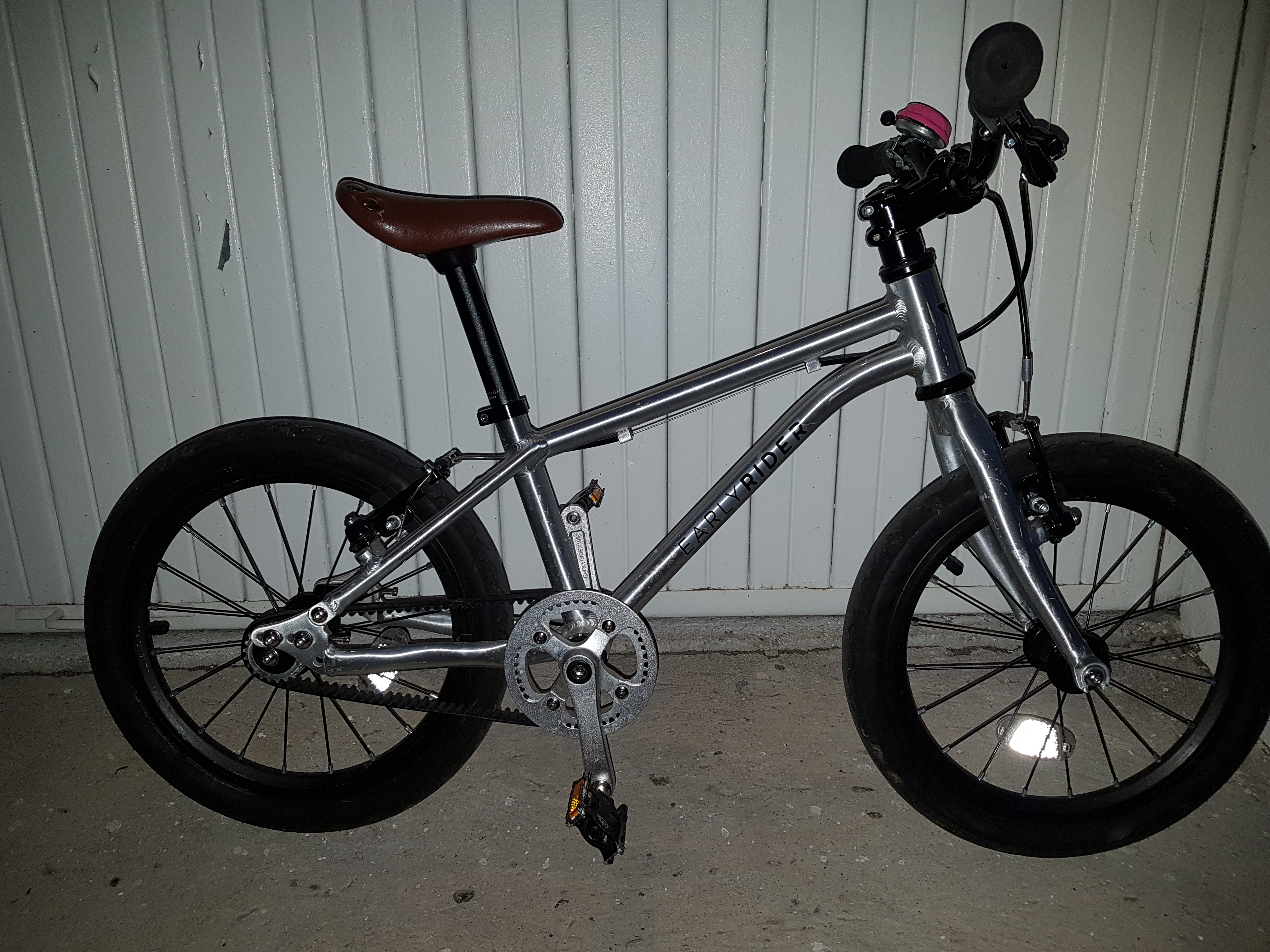
Cadre aluminium pour vélo enfant.
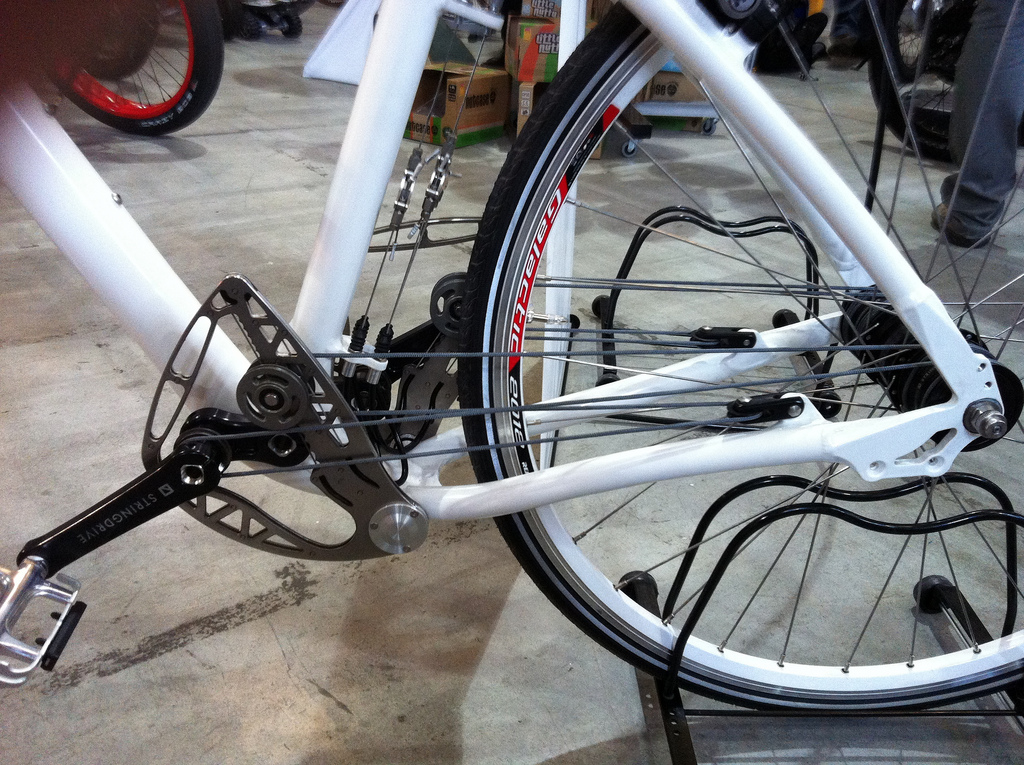
Stringbike.
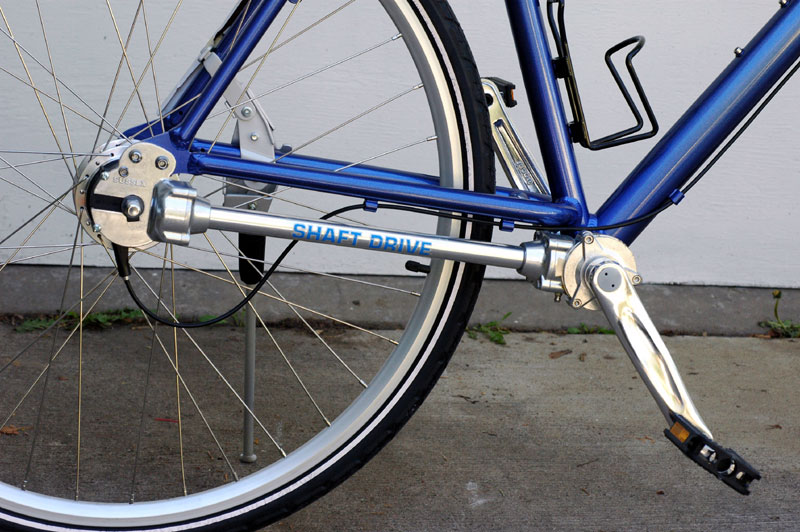
Vélo équipé d'un arbre de transmission.
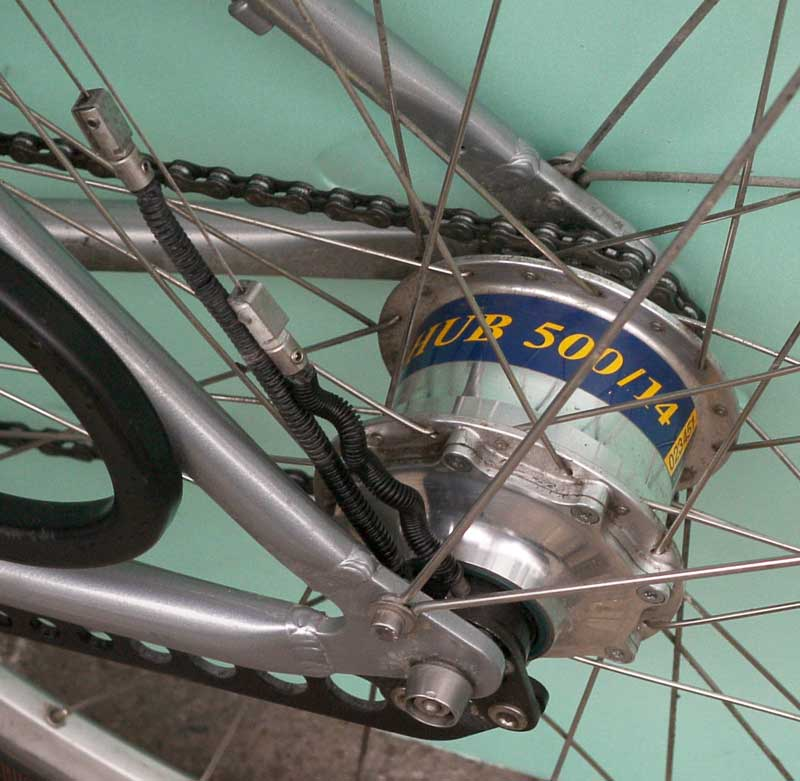
Roue équipée d'un moyeu à vitesses intégrées.
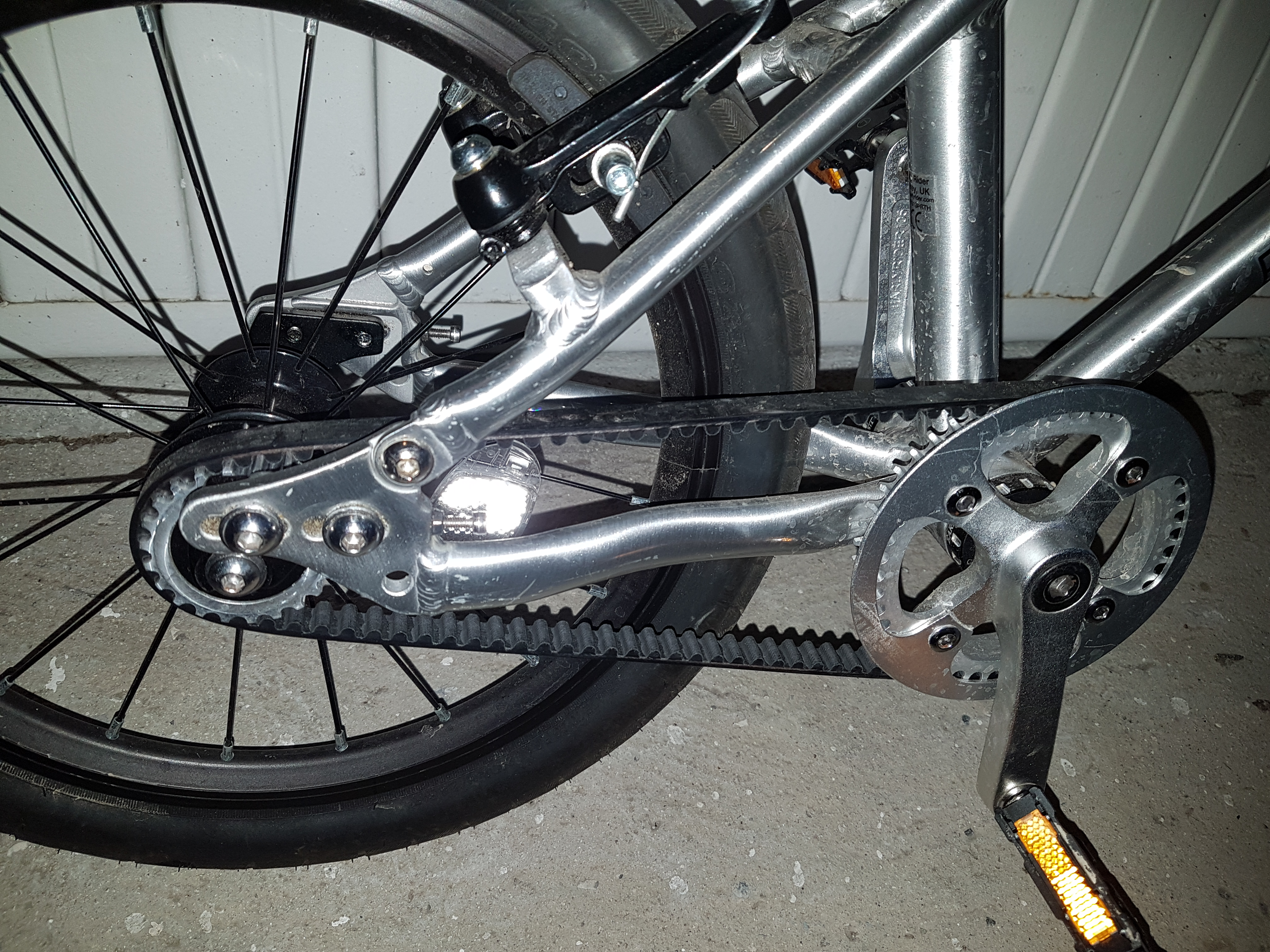
Transmission à courroie sur un vélo enfant.

Le développement des vélos électriques a donné naissance à un mode de transmission sans chaine ni courroie : le pédalier produit un courant électrique qui alimente directement un moteur électrique ; le surplus éventuel d'énergie est stocké dans une batterie,.

#### Frein

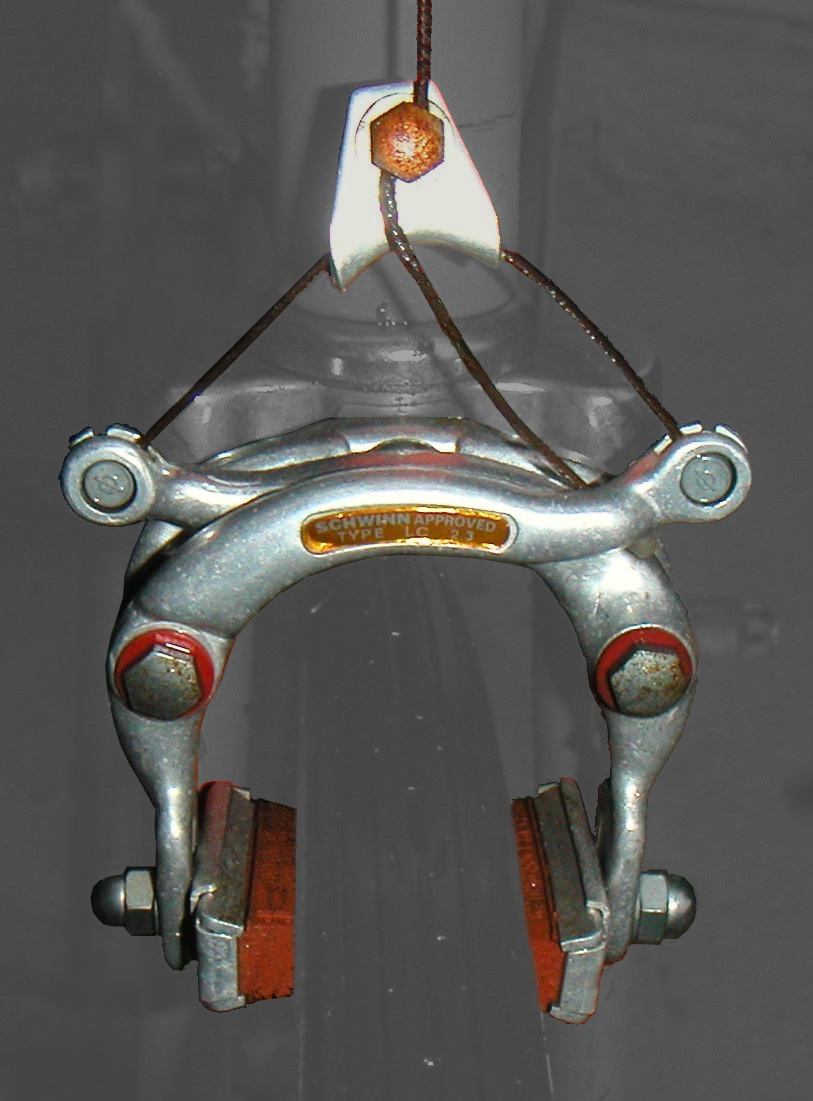
Frein à double pivot.

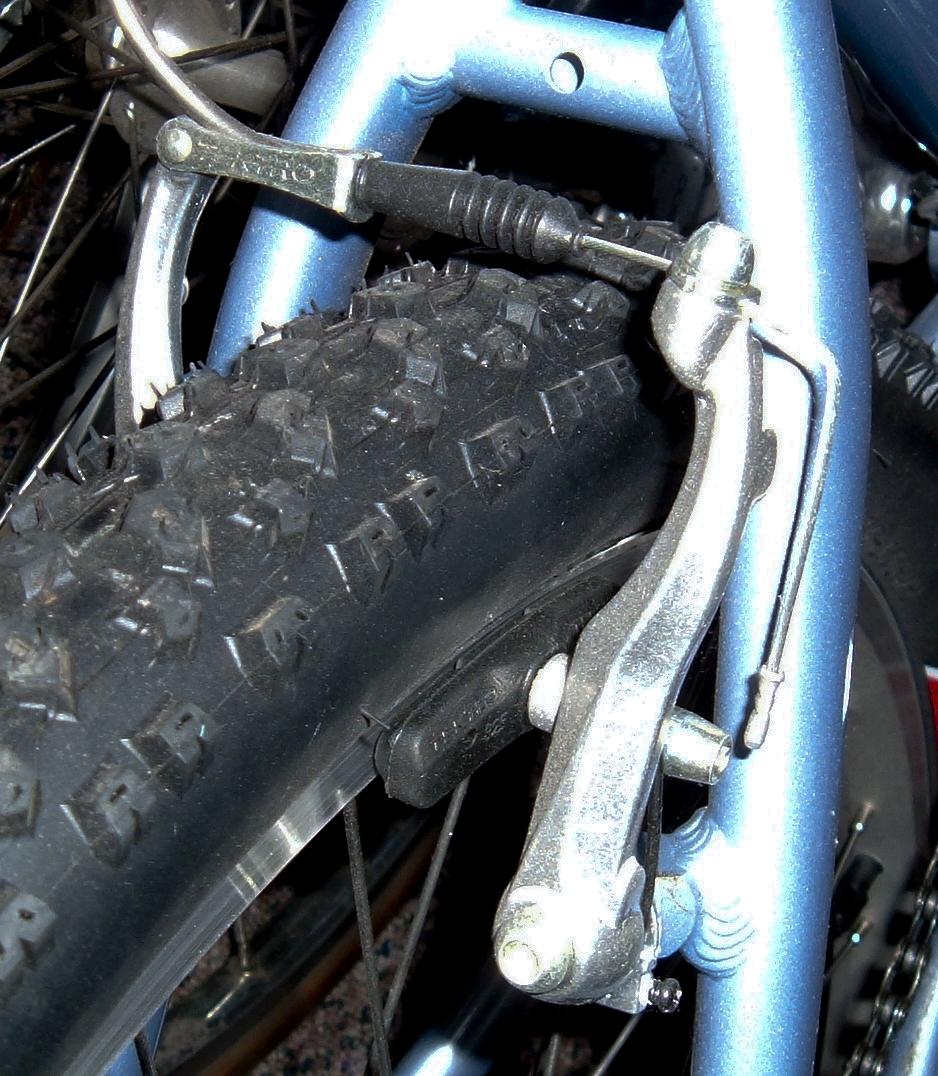
Frein de type V-brake.

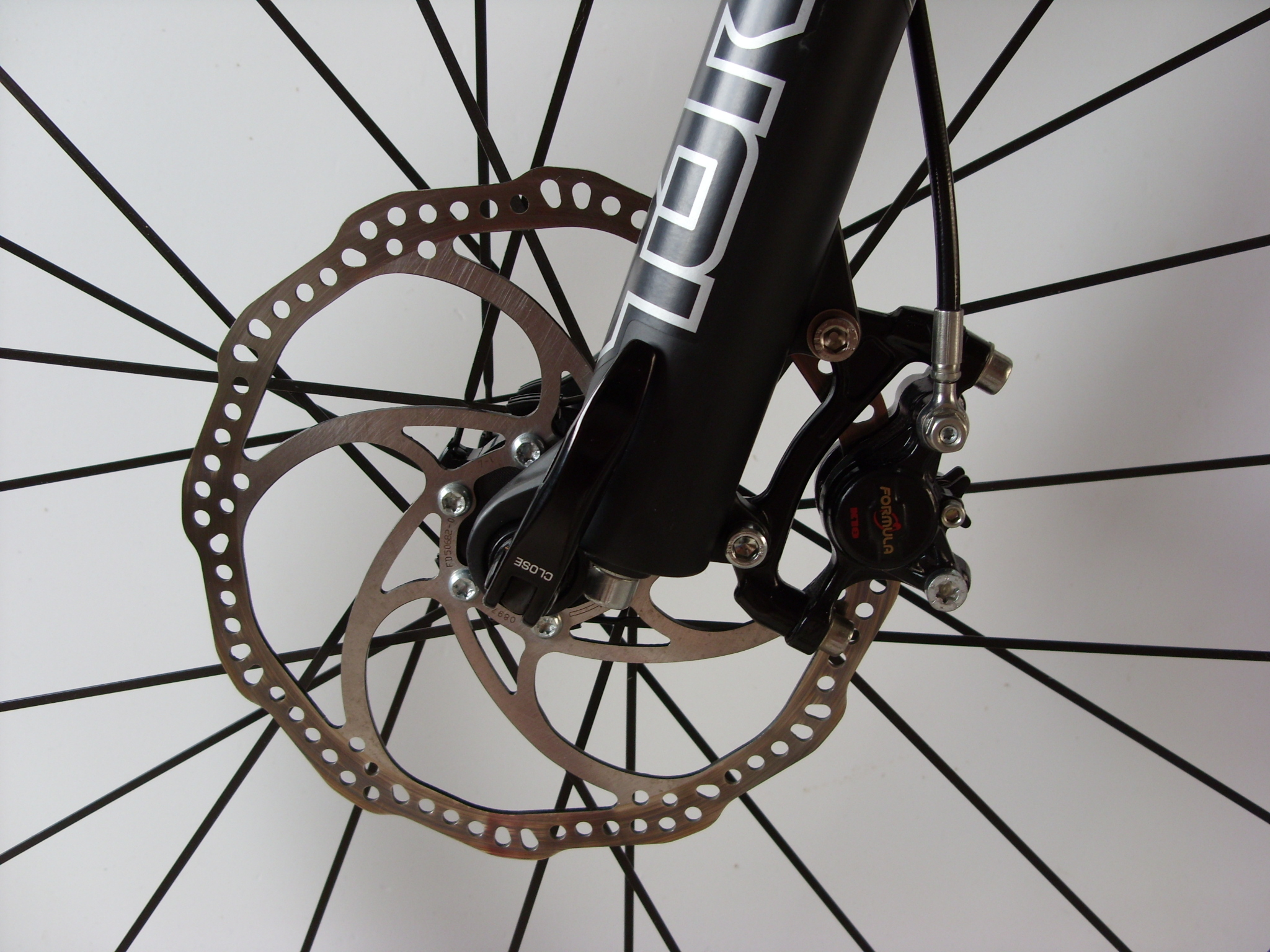
Frein à disque.

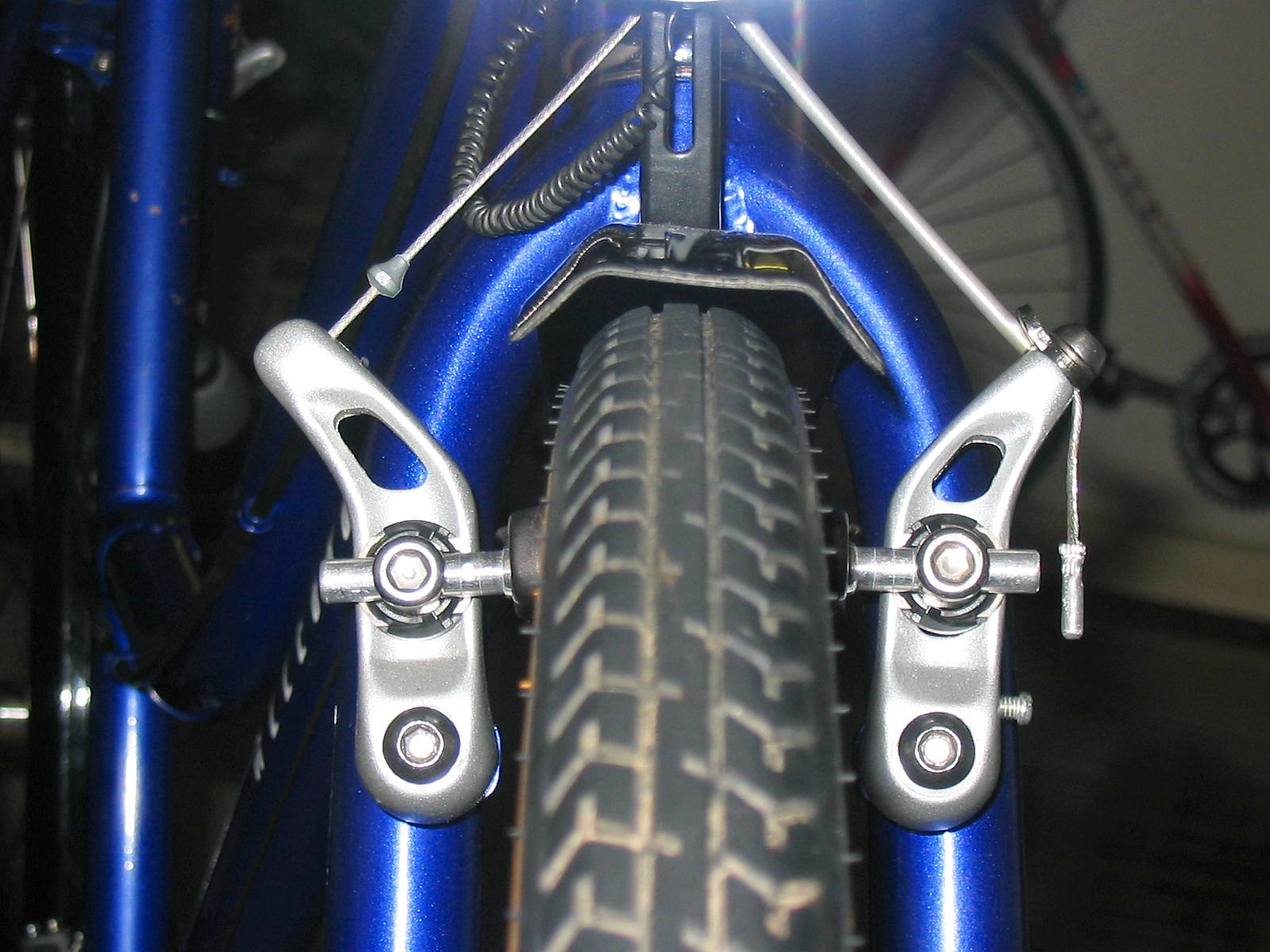
Frein cantilever.

L'un des plus importants organes d'un vélo est le système de freinage. Il est composé de deux poignées de frein indépendantes, commandant chacune une mâchoire venant appliquer des tampons en caoutchouc sur la jante par l'intermédiaire de câbles de frein. Les câbles sont la plupart du temps protégés dans des gaines. Certains systèmes de freinage, pour plus de performance, sont basés sur le principe du frein à disque, ou du frein à tambour, intégré dans le moyeu.
Depuis les années 1950, la plupart des systèmes de freinage sont dérivés de la conception des mâchoires à tirage latéral inventée par Campagnolo. Les deux bras de la mâchoire se resserrent lorsque le câble, fixé à l'extrémité d'un des bras et passant par l'extrémité de l'autre, est tendu. Cette tension provient du cycliste qui actionne le frein en tirant sur une poignée. La pression des tampons appliqués par la jante s'équilibre grâce à un ressort qui répartit l'effort entre les deux bras de mâchoires. La friction exercée par les mâchoires sur la roue en mouvement dissipent la force cinétique en chaleur, ralentissant la roue.
L'usage de plus en plus fréquent de pneumatiques plus gros sur les VTT a fini par poser un problème : la jante et son pneumatique devenaient trop larges pour passer entre les mâchoires de freins. Dans un premier temps, le système cantilever a apporté une réponse à ce problème. Les bras de la mâchoire devenaient indépendants, tout en étant reliés par un câble court de répartition de l'effort de freinage. Le câble de commande vient alors se fixer au milieu du câble de répartition. Cependant ce système présente quelques faiblesses : si la fixation du câble de commande n'est pas centrée, l'effort est mal réparti entre les bras, et si le connecteur se décroche, le câble de répartition peut bloquer la roue brutalement en se coinçant dans les dessins du pneumatique, ce qui peut entraîner un accident si cela se produit sur la roue avant.
Une solution plus adaptée au problème de la largeur des pneumatiques est le v-brake. Le câble est fixé de manière à être dirigé vers le haut de manière à ne pas pouvoir retomber sur le pneumatique, et transmet en outre de bien meilleure façon la puissance de freinage impulsée par la poignée de frein, tout en étant un peu plus facile à centrer lors du montage.
Aujourd'hui, la plupart des vélos sont équipés de deux freins, un à chaque roue. Le frein arrière étant nécessaire car la roue arrière doit ralentir de manière suffisante par rapport à la roue avant pour éviter que sa vitesse ne fasse vaciller le vélo en avant.

#### Pneus et jantes

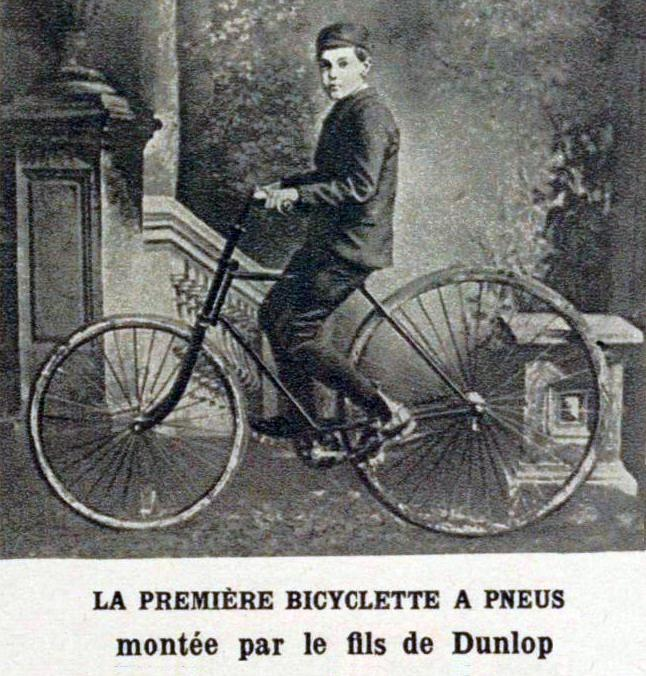
La première bicyclette à pneumatiques (vers 1888, fils Dunlop).

Les roues sont munies de pneumatiques, ou pneus, afin d'accroître le confort du cycliste, et de diminuer les contraintes subies par la mécanique.
Les pneumatiques peuvent être fixés de deux manières sur les jantes : soit collés (on parle alors de « boyaux »), soit montés sur une encoche qui fait le tour de chaque côté de la jante (pneumatiques classiques). La largeur et les sculptures des pneumatiques sont adaptées en fonction de l'usage du vélo : fins et lisses pour la route, plus épais et avec de nombreux crampons pour le VTT, etc.
En Amérique du Nord et dans les autres régions où le sol gèle pendant l'hiver, il est possible d'installer des pneus dotés de pointes métalliques. Ceux-ci assurent une plus grande adhérence sur des surfaces glacées et les adeptes de ce moyen de déplacement peuvent ainsi circuler pendant tout l'hiver.

#### Signalisation
L'équipement de signalisation est principalement composé d'un éclairage actif et de réflecteurs ou catadioptres.
L'éclairage est constitué par une lampe blanche vers l'avant, une rouge vers l'arrière, le plus souvent alimentées par un alternateur, souvent improprement appelé « dynamo ».
Des réflecteurs destinés à compléter la visibilité du cycliste peuvent être installés. Pour la visibilité latérale, il peut s'agir de réflecteurs orangés que l'on fixe entre les rayons des roues, ou de bandes réfléchissantes blanches peintes sur les pneumatiques ou insérée entre les rayons tout contre la jante. Pour la visibilité de face et depuis l'arrière, les feux de position sont normalement doublés de réflecteurs de la même couleur et les pédales sont équipées de réflecteurs orangés.
Enfin, les vélos disposent en général d'une sonnette actionnée au guidon, et qui les distingue clairement des avertisseurs de véhicules automobiles.
Les dispositifs obligatoires en France sont listés sur le site du ministère français de l'Intérieur

#### Accessoires
Divers accessoires peuvent être ajoutés à l'équipement d'une bicyclette : garde-boue, porte-bagages, siège enfant, indicateur de vitesse, porte-bidon, pompe à vélo, béquille d'équilibre à l'arrêt, porte-téléphone, etc. Le cycliste peut quant à lui porter un équipement spécifique incluant par exemple un casque de vélo, obligatoire dans certains pays.
Bosch propose une gamme d'ABS pour vélo[source secondaire nécessaire].
Certains cycles Peugeot anciens sont équipés d'un antivol Neiman directement dans le cadre.

Accessoires
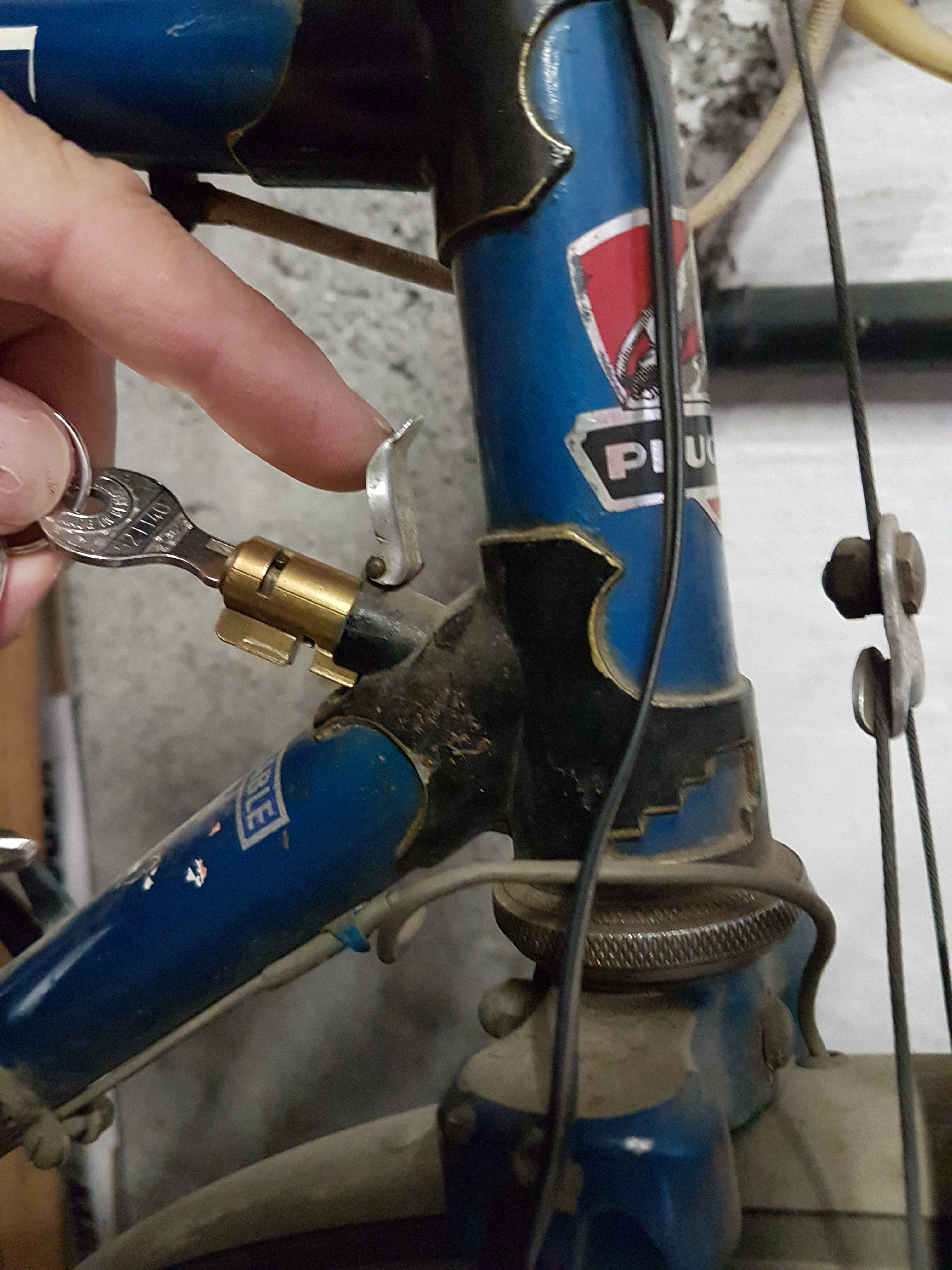
Neiman amovible sur cycle Peugeot.
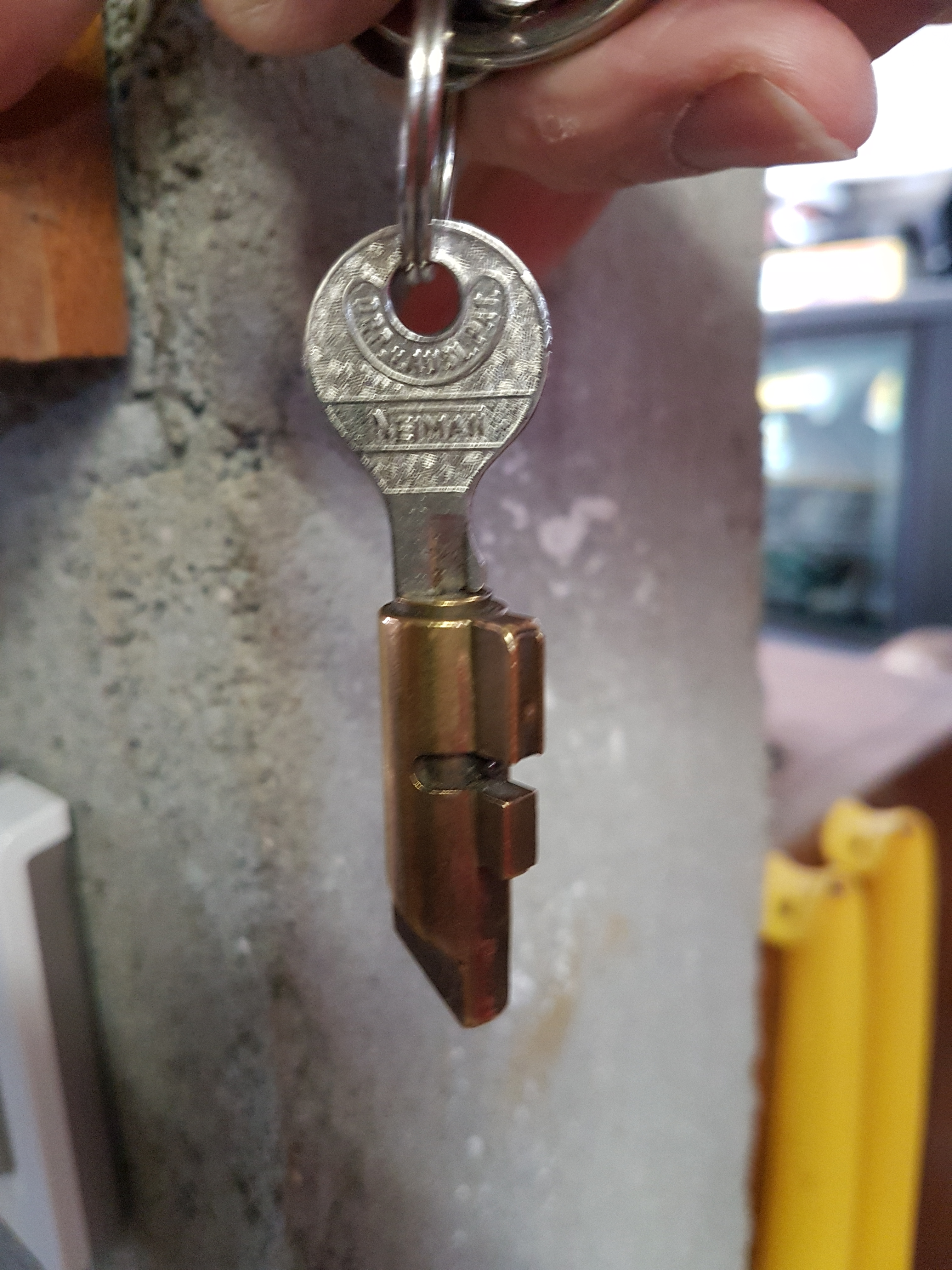
Cylindre du Neiman amovible sur cycle Peugeot.

#### Matériaux
Les matériaux utilisés pour la fabrication des bicyclettes sont proches de ceux utilisés en aéronautique, l'objectif dans les deux cas étant d'obtenir une structure légère et résistante. Presque tous les vélos d'avant les années 1970 étaient faits d'un alliage d'acier et de chrome : le chromaloy (ou chromoloy). Au début des années 1980, l'aluminium connut un certain succès, notamment en raison de la baisse de son coût.
À ce jour, ce métal est probablement le plus utilisé pour des vélos de milieu de gamme. Dans le haut de gamme, on utilise la fibre de carbone et le titane, mais ces matériaux sont onéreux. Chaque type de matériau utilisé pour le cadre a ses avantages et ses inconvénients, bien que pour une géométrie de cadre donnée, l'ensemble des bicyclettes possèdent des qualités similaires dans leur comportement général.
Les différences les plus flagrantes entre matériaux apparaissent lorsqu'on compare leur tenue dans le temps, leur esthétique, leur capacité à être réparés et leur poids. Comme la rigidité du cadre dans le plan vertical, même pour un matériau très élastique, est d'un ordre de grandeur supérieur à celui de la rigidité des pneumatiques et de la selle, le confort du vélo se résume plutôt à un problème de choix de la selle, de la géométrie du cadre, des pneumatiques et de réglage général du vélo.

#### Antivol
Le vol, particulièrement fréquent dans les grandes villes, a conduit à la mise en place de meilleurs moyens antivols. Ainsi, en France, le marquage des vélos par gravure d'un Bicycode sur le cadre et le fichage des vélos volés ont-ils été mis au point en 2004 par la Fédération française des usagers de la bicyclette et permettent de dissuader le vol ou de retrouver le propriétaire d'un vélo volé. Les antivols sont quant à eux régulièrement évalués et les données des tests mises à disposition,.

### Entretien

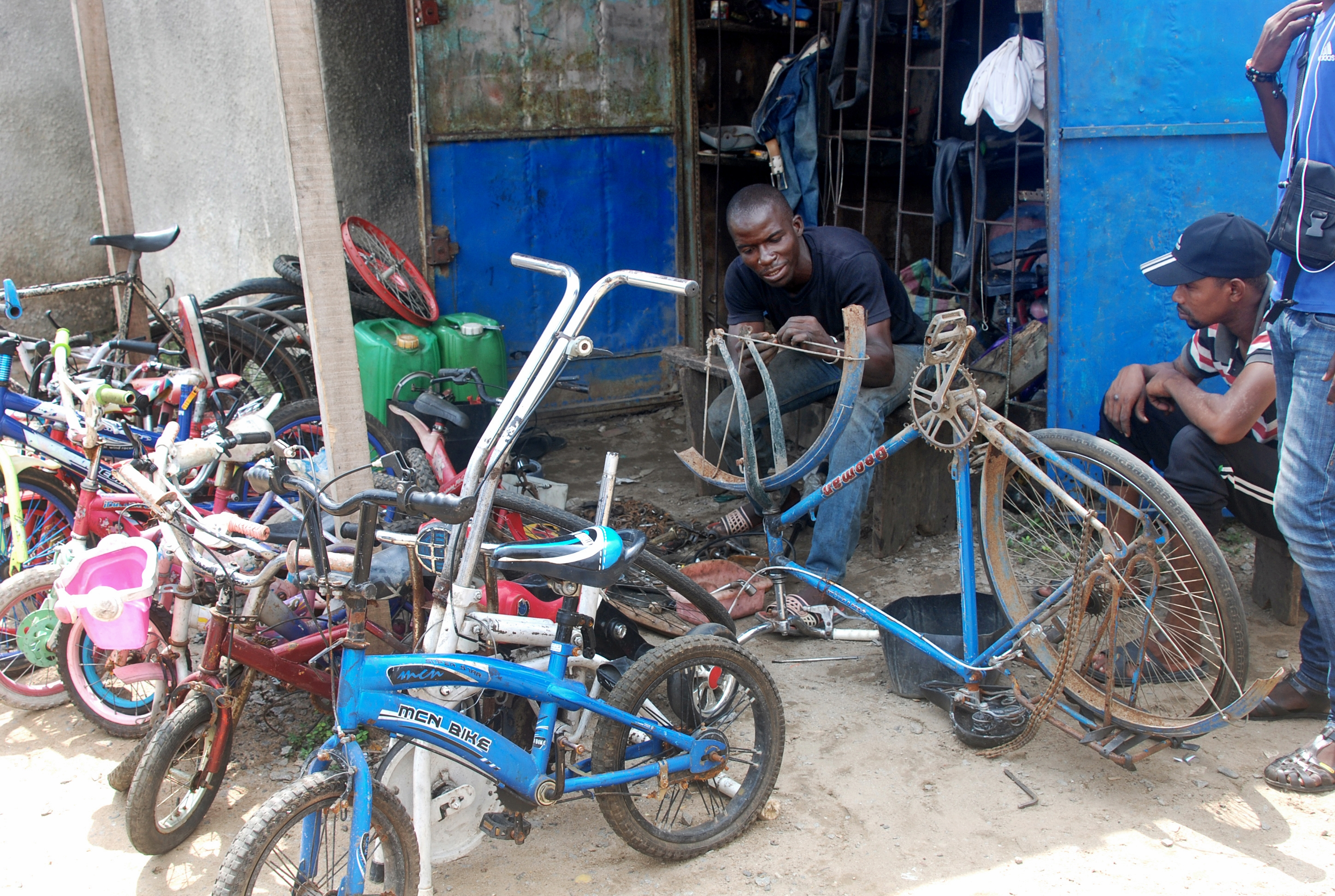
Un réparateur de bicyclettes à Abidjan (Côte d'Ivoire).

L'entretien courant d'un vélo consiste principalement à s'assurer de la pression et de l'état des pneumatiques, réparer les petites crevaisons, changer les patins et les câbles de freins, lubrifier les câbles de freins et les organes de transmission, nettoyer la boue et la poussière qui se déposent sur le cadre. Dans le cas où l'éclairage utilise des piles ou des batteries, il convient également de les remplacer ou de les recharger régulièrement.
À intervalles plus larges, il peut être nécessaire de dévoiler les roues voire de les remplacer, il faut aussi vérifier et remplacer les organes de la transmission (plateau de pédalier, chaîne, pignons de la roue libre) lorsque leur usure devient trop importante, ainsi que réduire le jeu du tube de direction.
Bien que réparer un vélo soit simple dans son principe, nombre de pièces sont relativement complexes et certains préfèrent déléguer la maintenance de leur engin à des professionnels. Toutefois, beaucoup de personnes préfèrent entretenir leur vélo autant que possible, que ce soit pour économiser de l'argent, ou tout simplement pour le plaisir de bricoler, par passion pour le vélo.

## Typologie

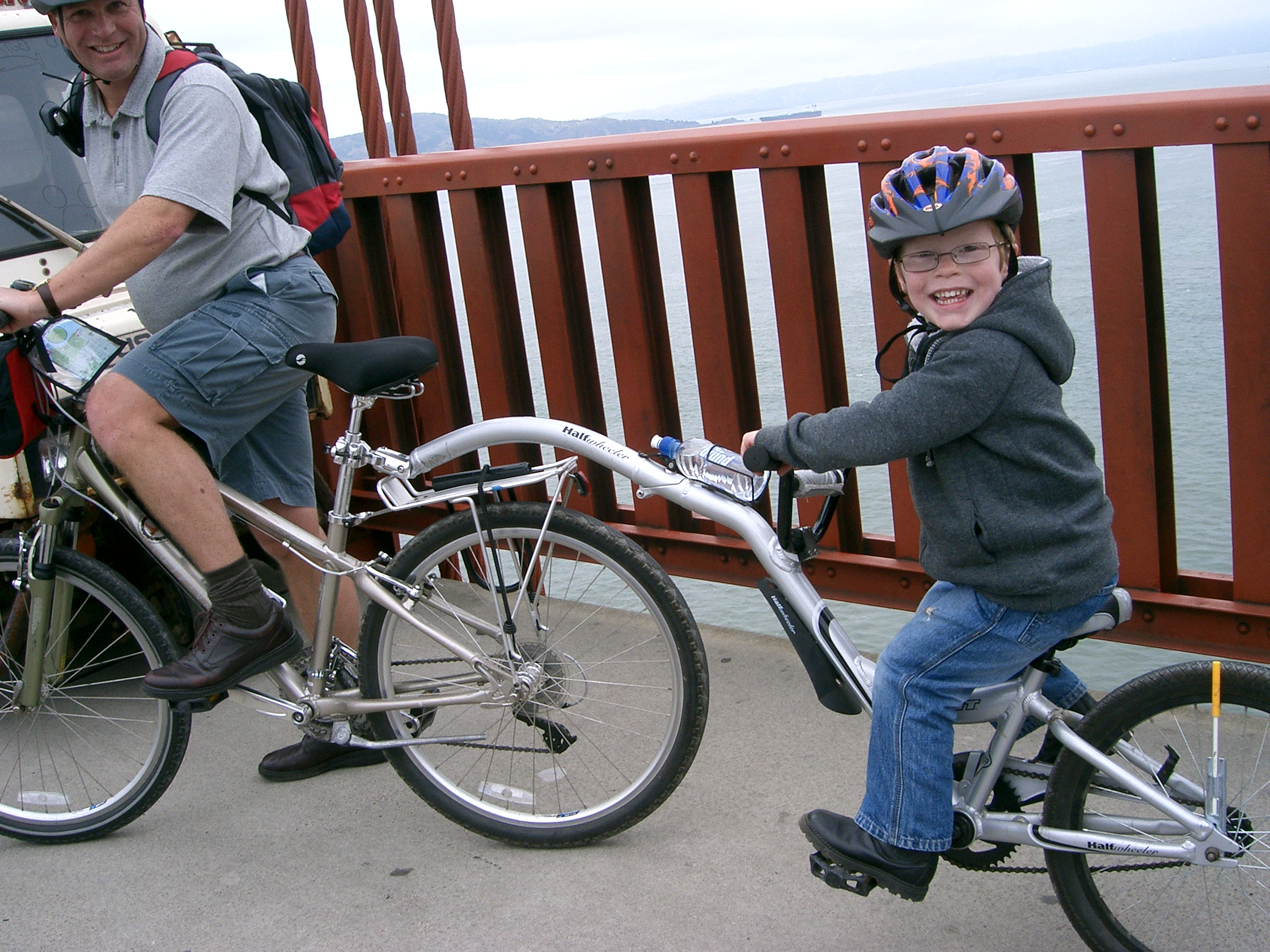
Half wheeler – Pont du Golden Gate, à San Francisco.

La diversité a toujours été présente dans l'histoire des cycles. Elle réapparaît plus clairement encore depuis la renaissance des vélos couchés. Quelques bicyclettes sont emblématiques de leur histoire, telles la draisienne, la michaudine ou le grand bi.

### Innovations
De nombreuses innovations ont transformé la bicyclette et donné lieu à l'apparition de modèles conçus pour plusieurs personnes (les tandems), possédant différentes positions de pédales et de la sellerie pour améliorer l'aérodynamique, gagner en vitesse et en confort (les vélo couché, vélocar et vélomobile) ou faciles à transporter (le vélo pliant).
Certaines bicyclettes se sont spécialisées pour des usages spécifiques, notamment sportifs :
- le tout-terrain : VTT (cross-country, descente, freeride, enduro...) et cyclo-cross ;
- le tout-chemin (routes et chemins blancs) : VTC, roadster ;
- Les itinéraires ou circuits avec passages sur routes, sentiers, et chemins : gravel ;
- la course en champs de bosse et/ou pour les figures : BMX ;
- le transport à visée de découverte, sur longue distance : cyclotourisme et bikepacking ;
- des épreuves sportives : cyclisme sportif ;
- une pratique sur route : cyclisme sur route.
- sur les lignes de chemin de fer :Vélorail

Certaines bicyclettes sont utilitaires et peuvent être utilisées pour transporter des marchandises ou des personnes, jusqu'à effectuer des déménagements : vélos cargos ou équipés de remorques.
Il existe enfin des bicyclettes de forme insolite, comme des vélos imitant le style des motos Harley-Davidson ou les tall bikes.

Differents types de vélo
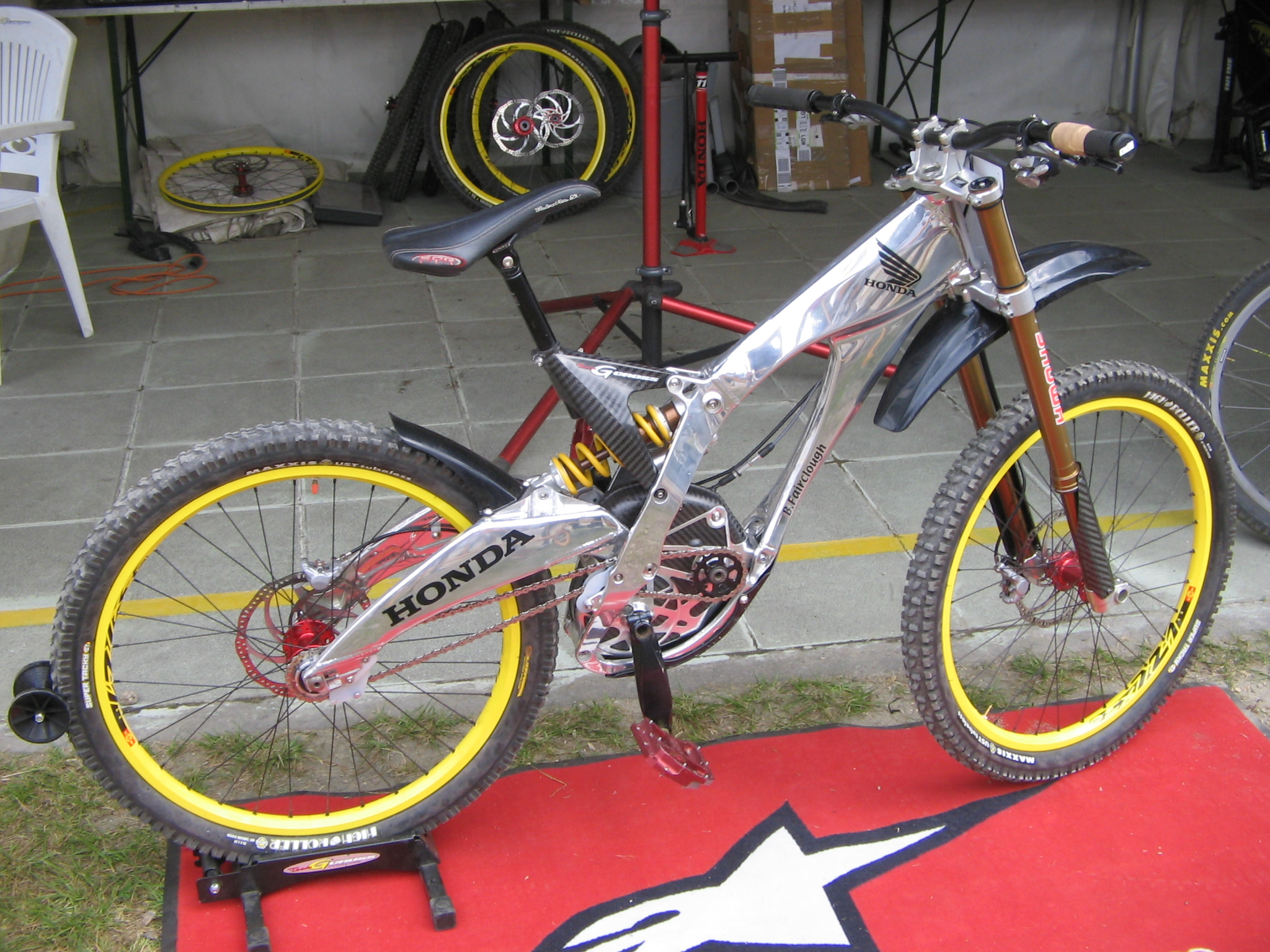
Vélo tout-terrain.
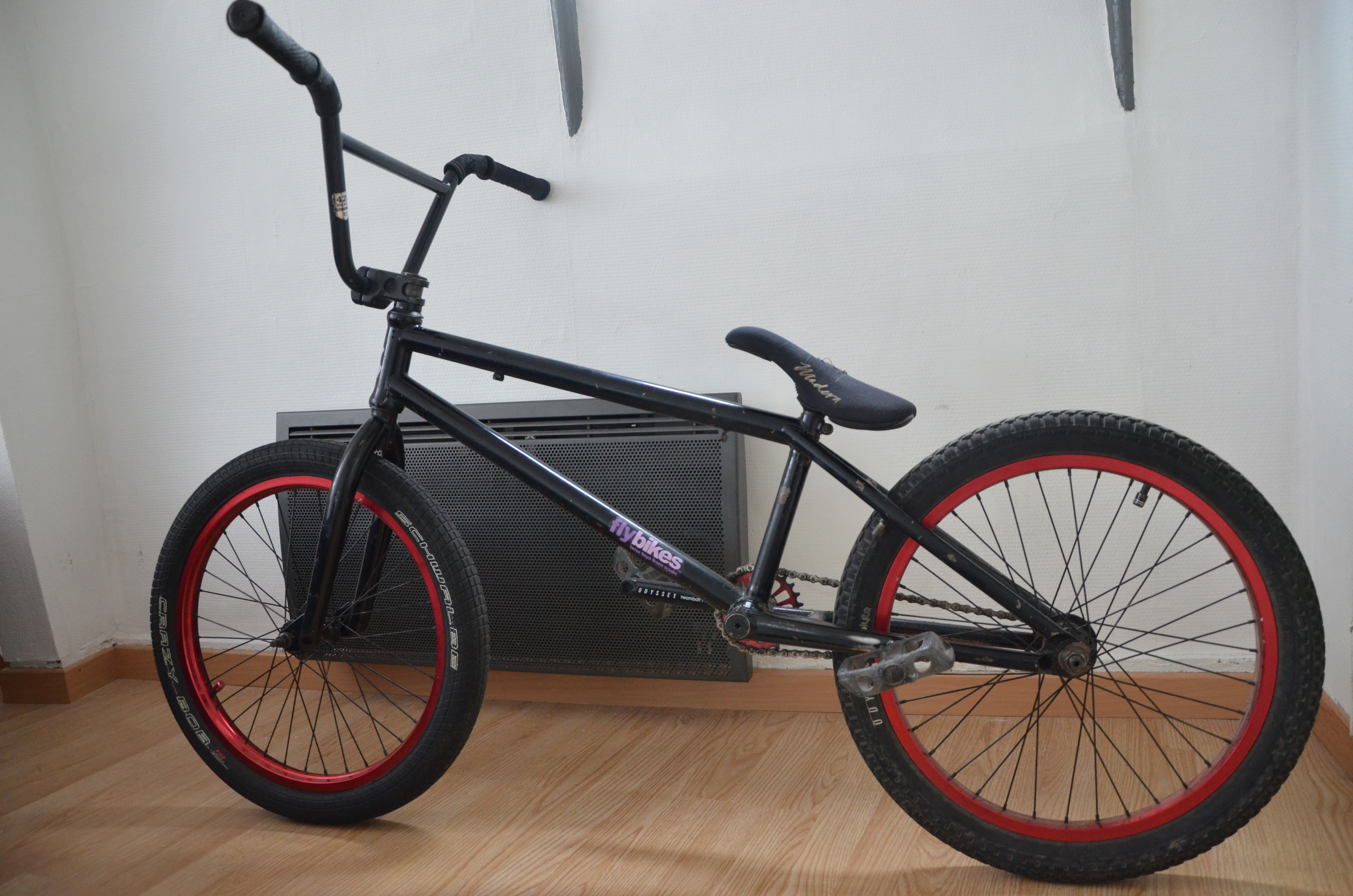
BMX freestyle.
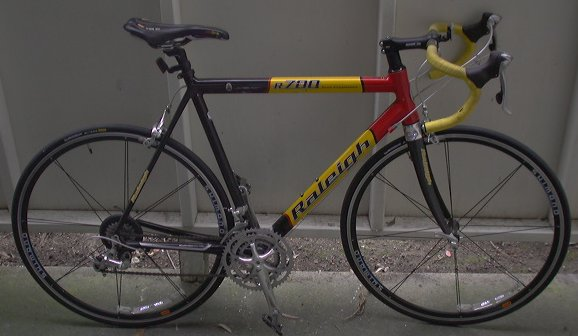
Vélo de course.
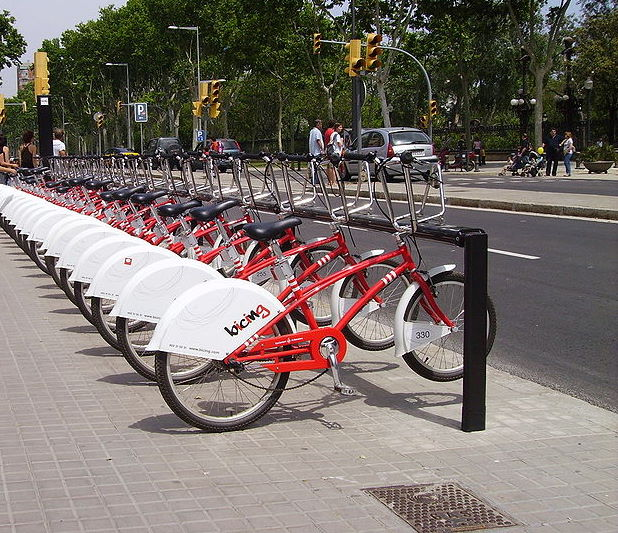
Vélos de ville en libre-service.
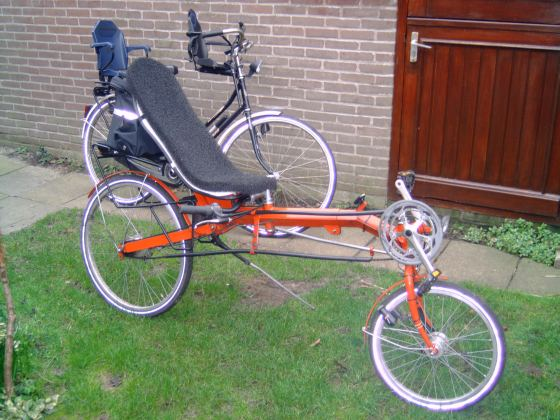
Vélo couché de randonnée.
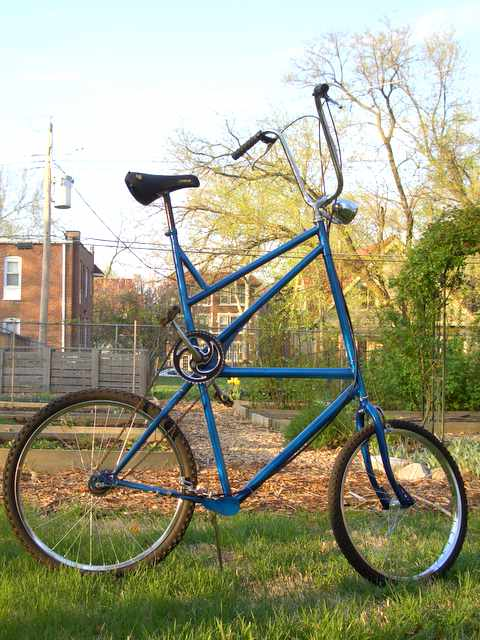
Tall bike.
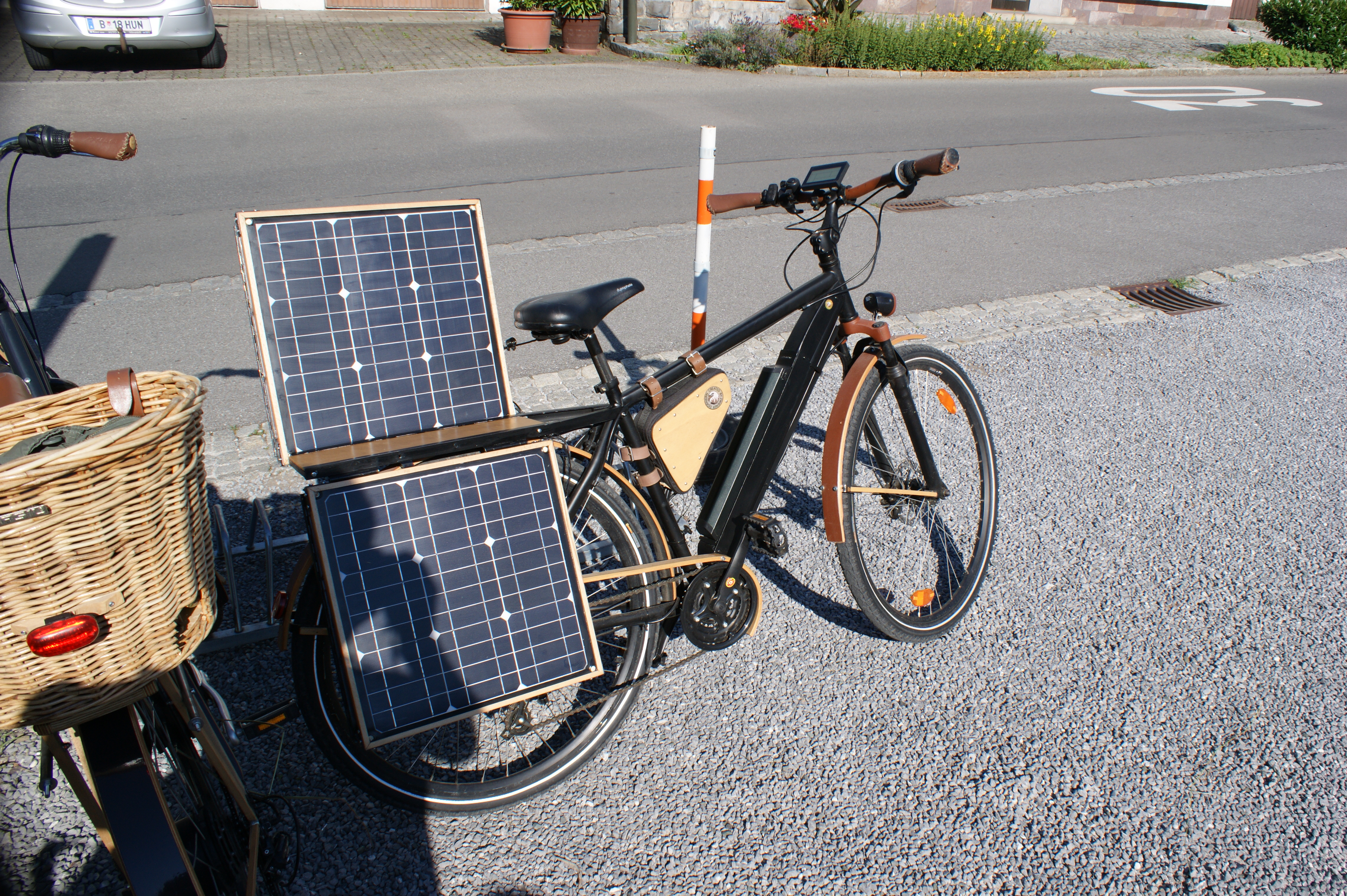
Vélo solaire (vélo avec modules photovoltaïques).
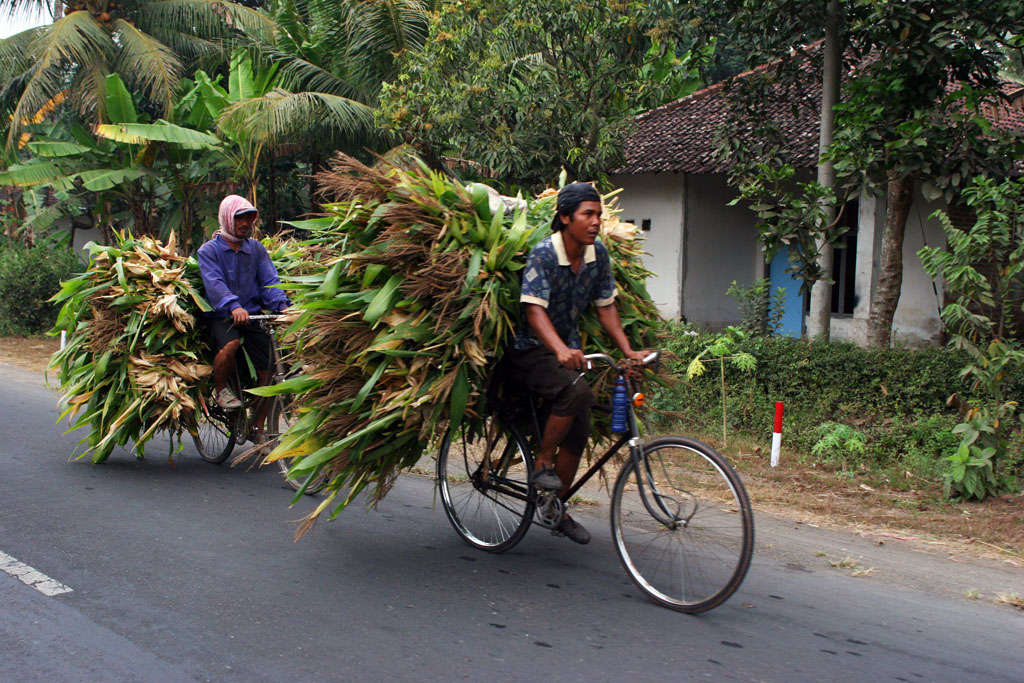
Agriculteurs transportant du maïs sur des vélos roadsters en Indonésie

### Design
Pour chaque typologie, il existe une grande liberté d'expression dans les formes de constructions. De nombreux matériaux peuvent être utilisés par les designers : acier, aluminium, carbone, titane, bois, bambous, plastiques, constructions en impression 3D... Chaque élément est sujet à l'innovation, au design, à l'art.
En 2013, le designer Philippe Starck présente le modèle Pibal, vélo-patinette, pour remplacer la flotte de vélos en libre-service de la ville de Bordeaux. Confrontés à des fissures du cadre et des contraintes d'homologation, le fabricant Peugeot et la ville conviennent de la destruction des Pibal en avril 2019.

### Véhicules dérivés de la bicyclette

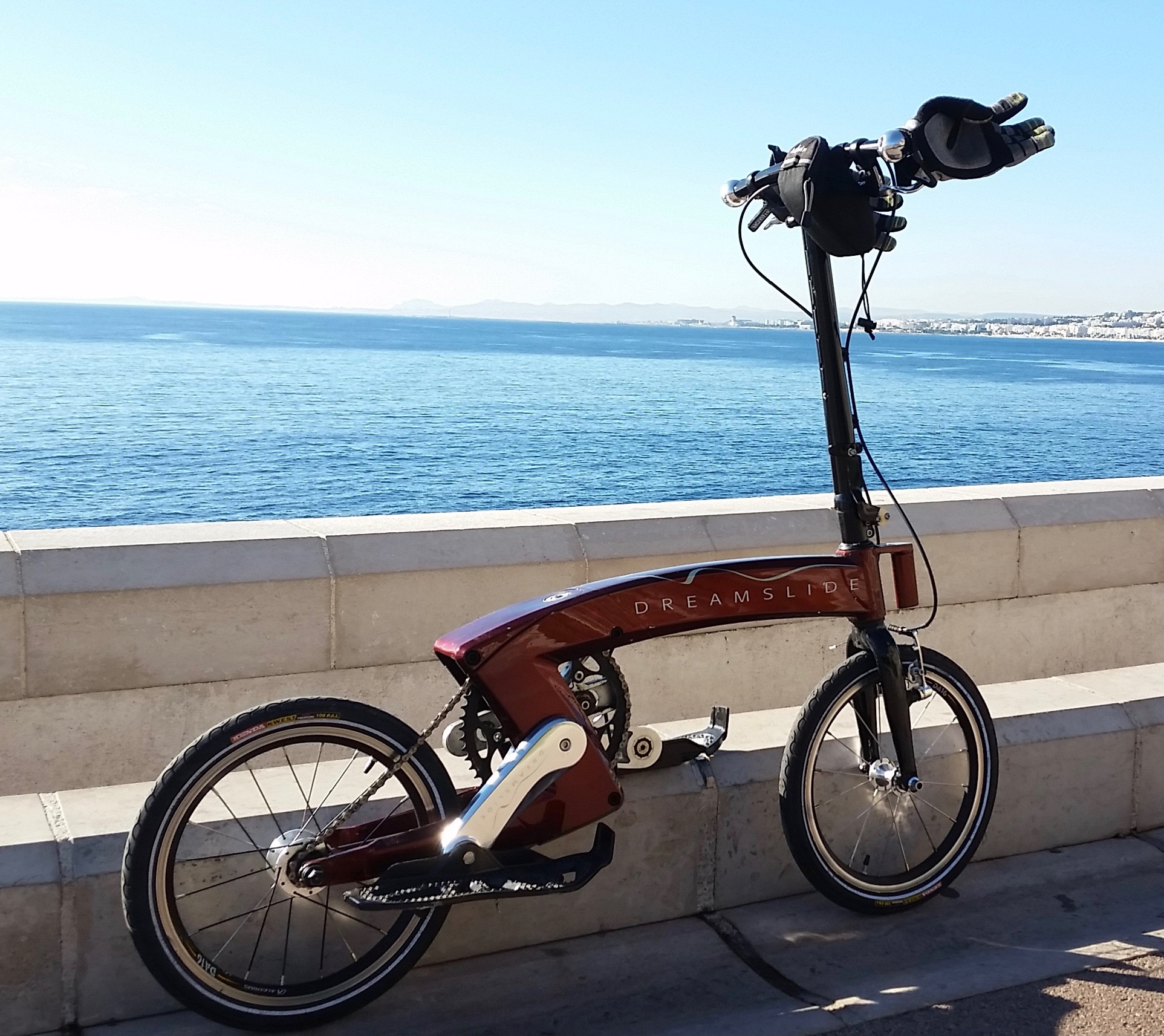
Dreamslide, reproduisant le mouvement de la marche.

Des véhicules dérivés de la bicyclette ont également fait leur apparition :
- véhicules possédant plus de trois ou quatre roues : tricycles, triporteurs, utilisés pour le transport de marchandises ou de personnes (on parle alors de rickshaw ou trishaw) ; rosalies ;
- ne possédant qu'une seule roue : monocycle ;
- ou ne possédant pas de selle : trottinette ;
- vélo à assistance électrique ou cycle à pédalage assisté. L'alimentation de la motorisation électrique peut se faire soit par batteries ou pile à combustible au dihydrogène.
- véhicules entièrement motorisés : moto, cyclomoteur, scooter.

### Autres engins dérivés de la bicyclette
D'autres engins conçus sur le modèle de la bicyclette sont utilisés pour produire de l'énergie : vélos qui permettent en pédalant de recharger des appareils, de faire de la musique (SolarSoundSystem), de mixer des fruits (Smoocyclette), de fabriquer de la barbe à papa[réf. nécessaire], etc.
À partir de 1912, Robert Peugeot organise des courses d'aviette, un vélo muni d'ailes avec ou sans hélices.
Sur l'eau, l'hydrocycle, un vélo monté sur flotteurs et muni d'une hélice, fait son apparition dès le 20e siècle. Le 5 mai 1929, Aimée Pfanner traverse la Manche avec son hydrocycle (en).

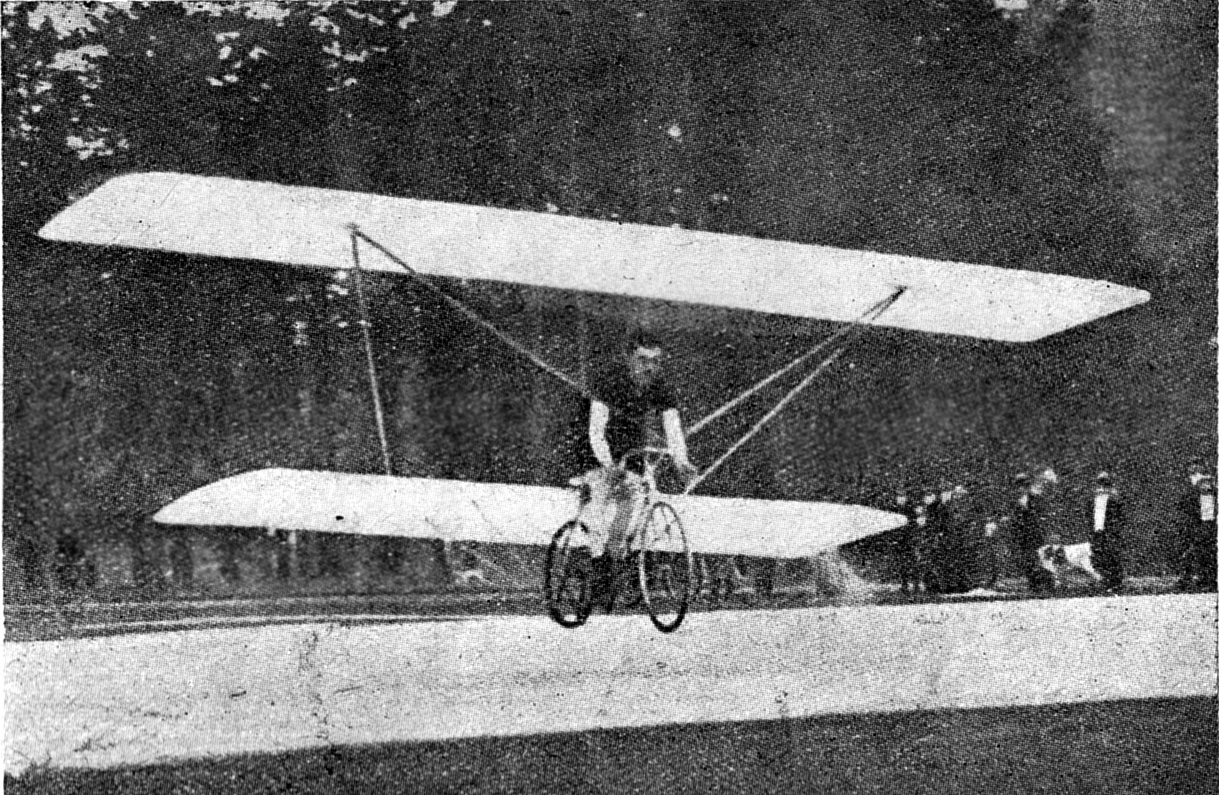
Aviette biplan.
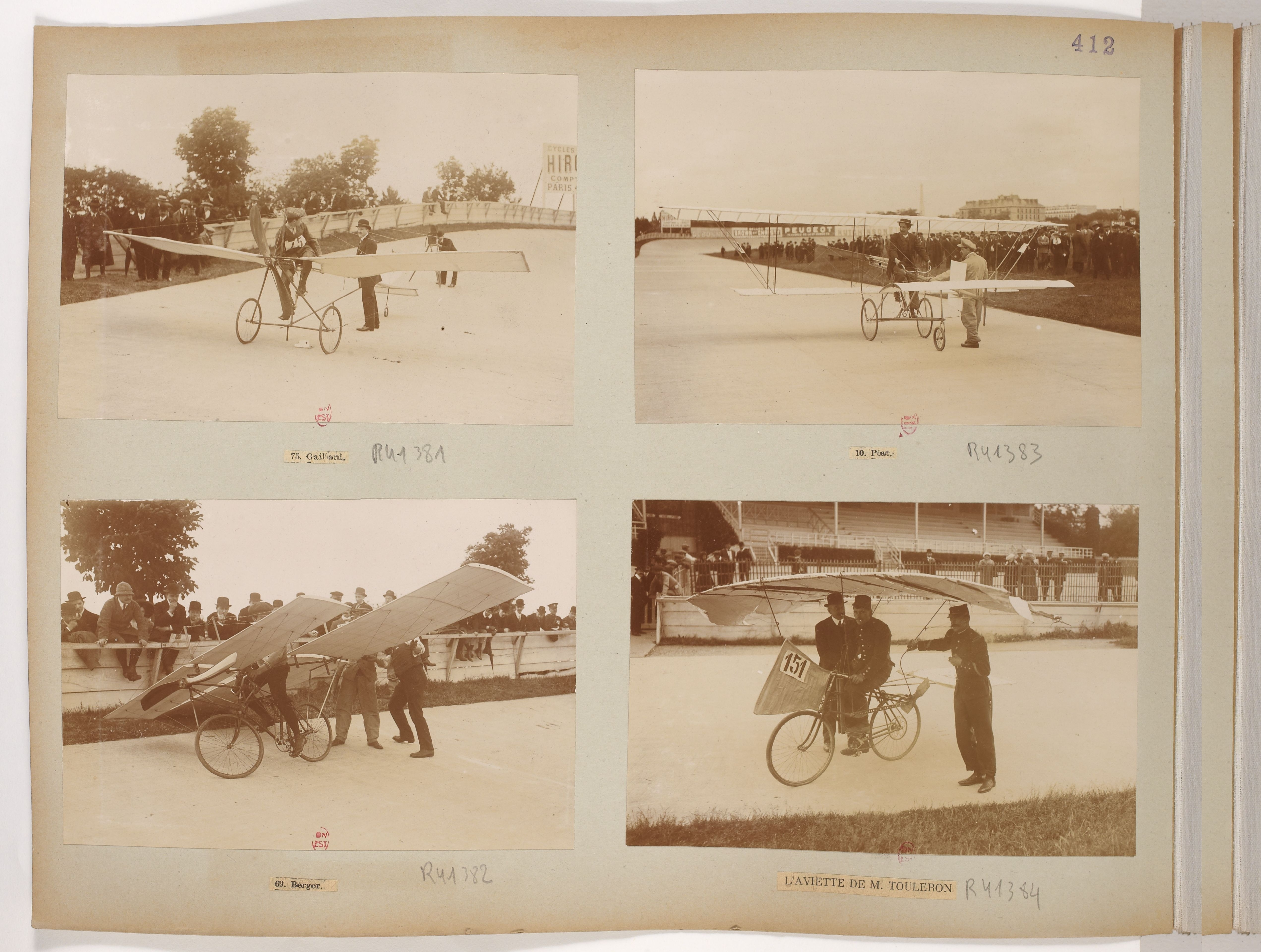
course d'aviette.
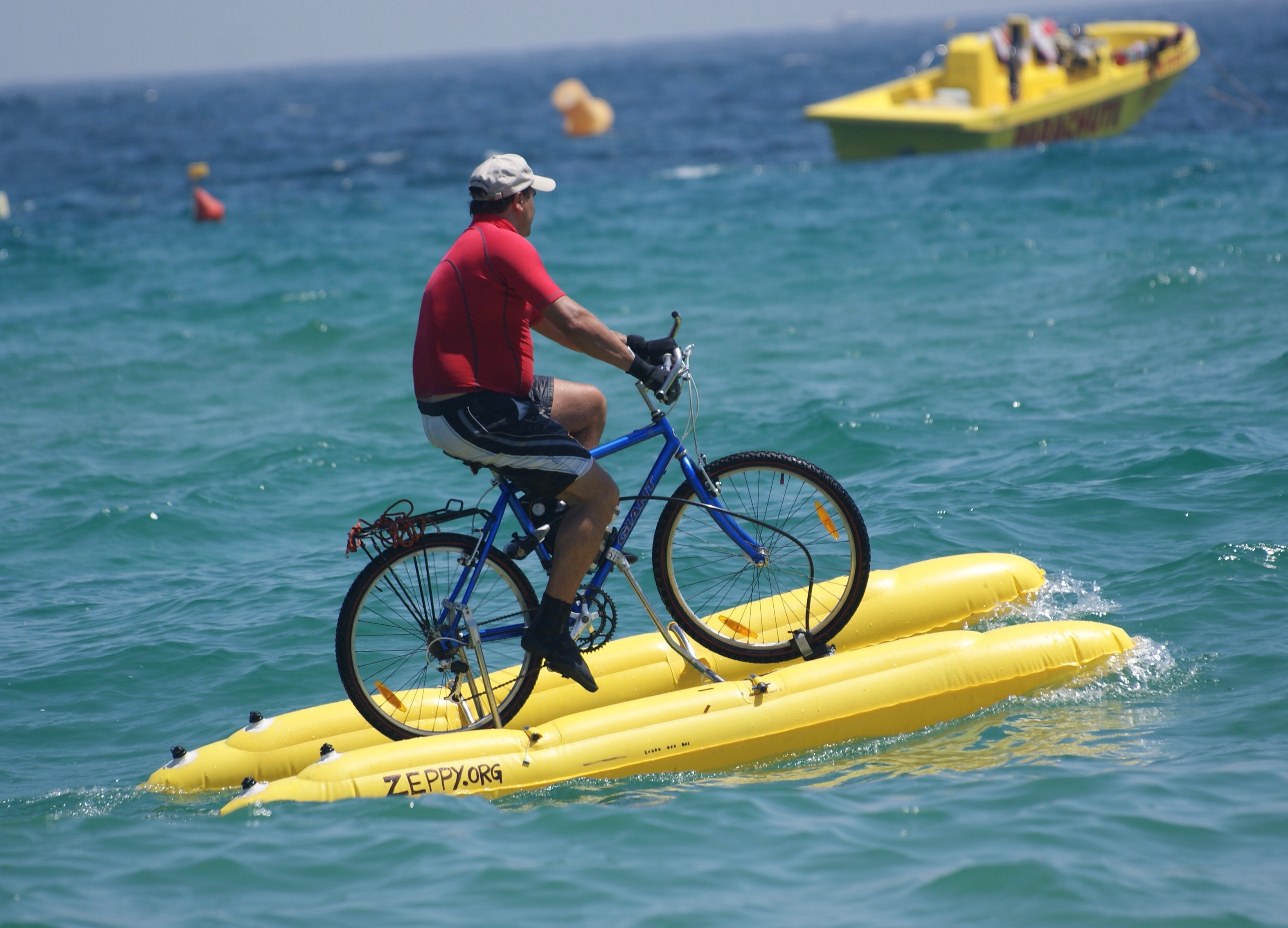
Kit pour modifier un vélo en hydrocycle.

## Apprentissage
L'apprentissage de la conduite d'une bicyclette a souvent lieu dès l'enfance. Des dispositifs spéciaux facilitent l'apprentissage par les plus jeunes enfants, par exemple l'ajout de deux petites roues latérales sur la roue arrière où l'utilisation de cannes ou de barres de remorquage qui tiennent l'enfant en équilibre. D'autres dispositifs, comme la draisienne ou le tricycle, permettent également aux jeunes enfants de s'initier à la pratique du vélo.
L'apprentissage pour adulte peut se faire rapidement avec des conseils adaptés. Des associations prodiguent souvent ce genre de formation,.

## Usage

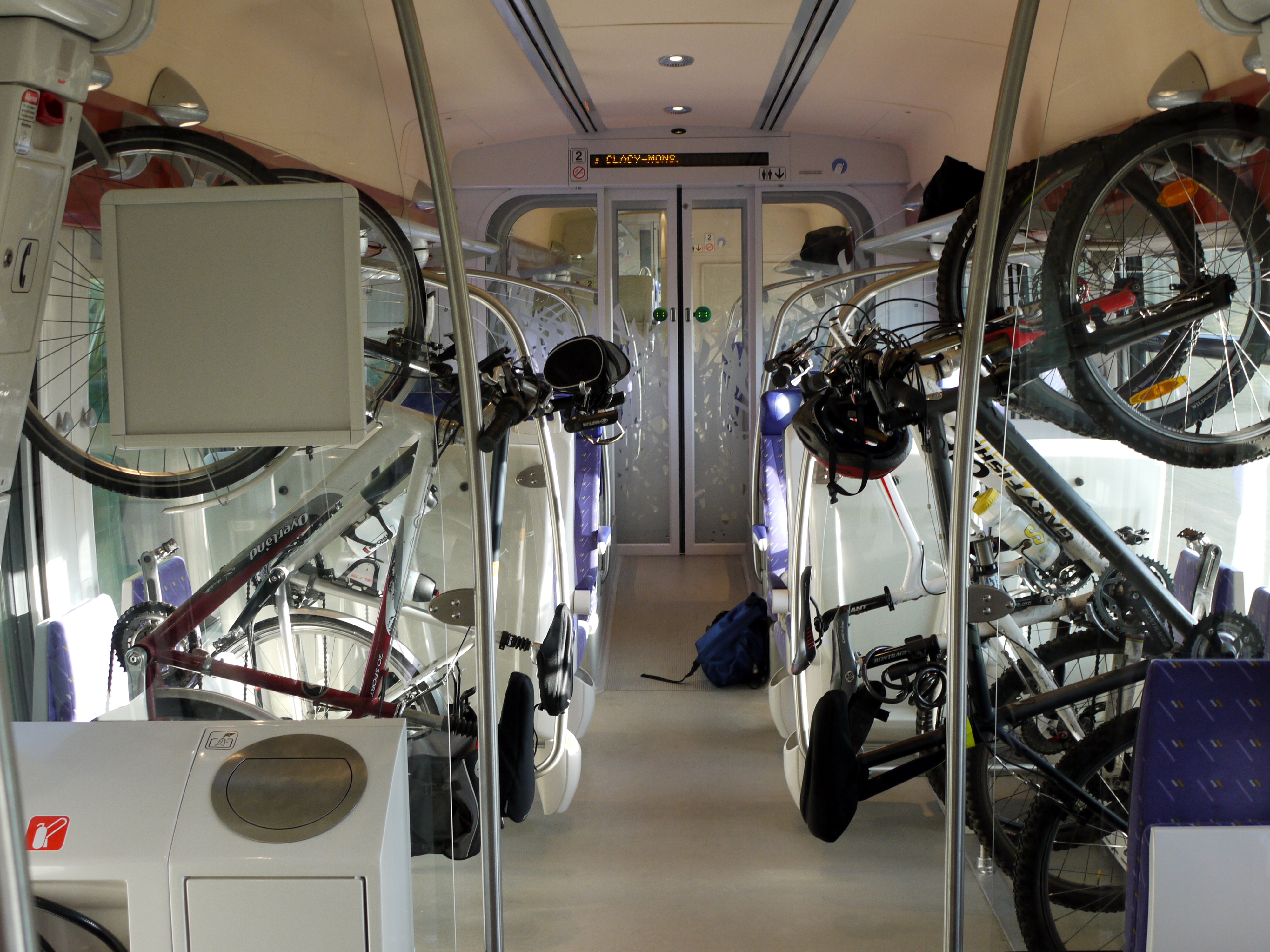
Les trains express régionaux (TER) en France comportent souvent des aménagements pour le transport gratuit de quelques vélos.

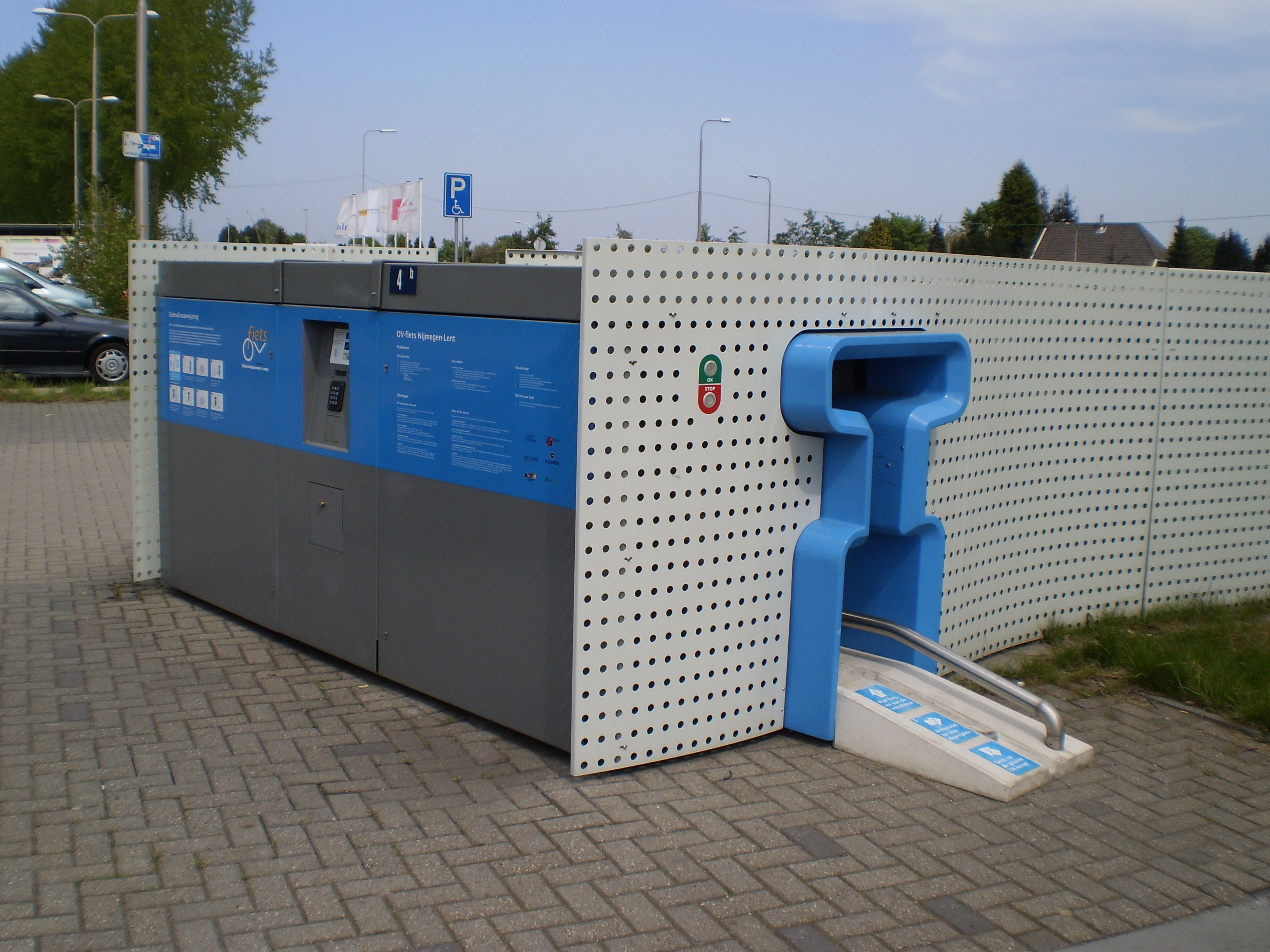
Garage à vélos automatique aux Pays-Bas.

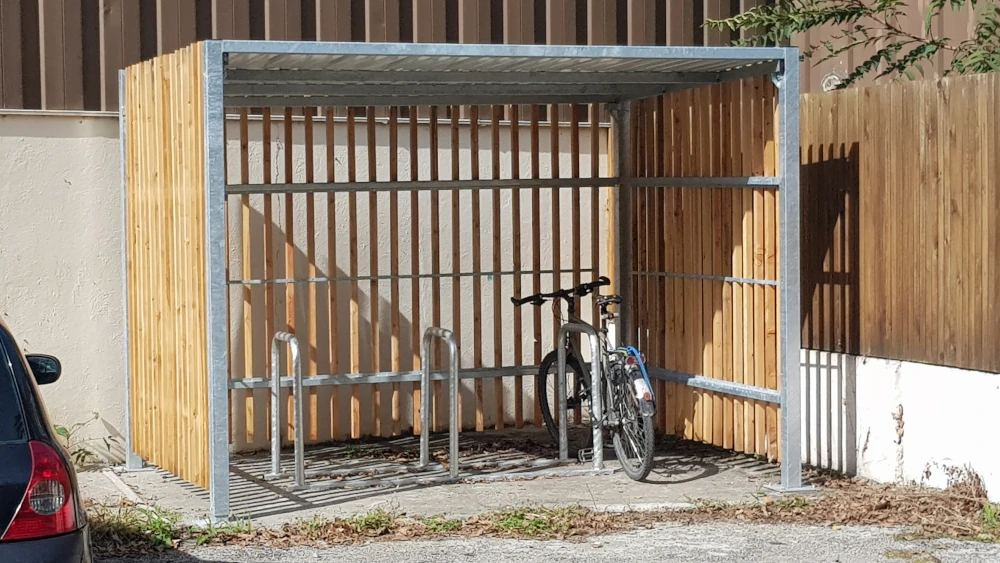
Un petit abri pour protéger les vélos de la pluie.

Le réseau paneuropéen de véloroutes et de voies vertes, en cours de constitution en 2018, permet aux cyclistes de se déplacer sans danger à travers toute l'Europe, tout en ayant un accès facilité à des lieux dignes d'intérêts. Au Québec, un projet similaire au réseau paneuropéen, la route verte, a été inauguré en 2007 et couvre le territoire habité d'est en ouest.
De nombreuses régions européennes sont aménagées à l'intention des cyclistes, bien que les différences nord-sud et ville-campagne restent importantes[réf. souhaitée]. Les Pays-Bas et le Danemark se distinguent à ce titre, les villes de Groningue et de Copenhague étant souvent citées en exemple[réf. souhaitée]. La commune néerlandaise de Giethoorn est en outre totalement libre de voitures, les déplacements se faisant à pied, à vélo ou en bateau. Aux Pays-Bas, les vélos peuvent emprunter des infrastructures réservées : ronds-points, signalisation et autoroutes permettent de traverser le pays en pédalant alors que des pistes cyclables sont également très présentes en campagne. Certaines autres municipalités développent sur leurs budgets divers projets novateurs : des pistes faites de panneaux solaires, d'autres phosphorescentes, ou des poubelles suspendues afin que les cyclistes puissent jeter leurs déchets sans s'arrêter. En Italie, à Ferrare, près d'un tiers des déplacements se font à vélo.
Les maires des grandes villes peuvent aider au développement de la bicyclette, en particulier en développant les aménagements cyclables. Dans le cadre de l'adaptation à la pandémie de Covid-19 en 2020, plusieurs grandes villes du monde ont ainsi soudainement ouvert de larges pistes pour désengorger les transports en commun et éviter le recours généralisé à la voiture, qui congestionnerait les voies et s'accompagnerait d'un pic de pollution. Cette « reprise durable, à bas carbone » passe aussi par la piétonisation de quartiers. « La façon dont nous structurons nos efforts de récupération définira nos villes pour les décennies à venir », explique le maire de Milan, les initiatives à court terme ayant le potentiel pour perdurer ; « notre reprise économique doit aller de pair avec notre reprise sociale », indique également le maire de Montréal. Daisy Narayanan, de Sustrans, synthétise : « Covid-19 a souligné les rapports entre qualité de nos lieux de vie, santé publique, économie, transport, enseignement, qualité de l'air et justice sociale ».
En Allemagne, un projet d'autoroute pour vélos en construction traversera la Ruhr sur une centaine de kilomètres, reliant à terme 53 villes et quatre universités avec des pistes de quatre mètres de large, éclairées et équipées de ponts et de tunnels pour éviter les intersections. Mais, alors qu'elle devait être achevée en 2020, seul un tronçon d'une douzaine de kilomètres reliant les villes de Mülheim et d'Essen est achevé. La ville de Brême a inauguré en juillet 2020 le premier quartier entièrement converti au vélo. La livraison à vélo est en développement ; une expérience de micro-dépôts qui font le relais entre les camions et les « derniers kilomètres » jusqu'aux destinataires a été lancée au printemps 2018 à Berlin, organisée par KoMoDo, coopérative commune aux cinq principaux services de messageries : DHL, DPD, GLS, Hermes et UPS. L'objectif du plan national allemand pour le cyclisme achevé en 2020 était de porter la part modale du vélo à 15 %. Elle atteint 11 % en moyenne, 15 % dans les métropoles mais près de 45 % dans les villes les plus favorables au cyclisme, comme Oldenbourg et Münster.

## Sociologie

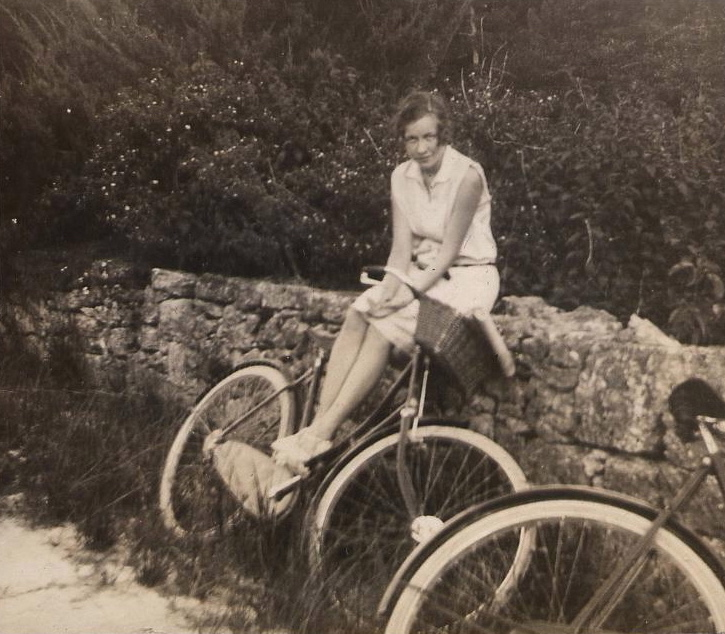
En 1929, la forme et les principales fonctions du vélo sont fixées, dont une fonction de loisir, qui se développe surtout avec les congés payés.

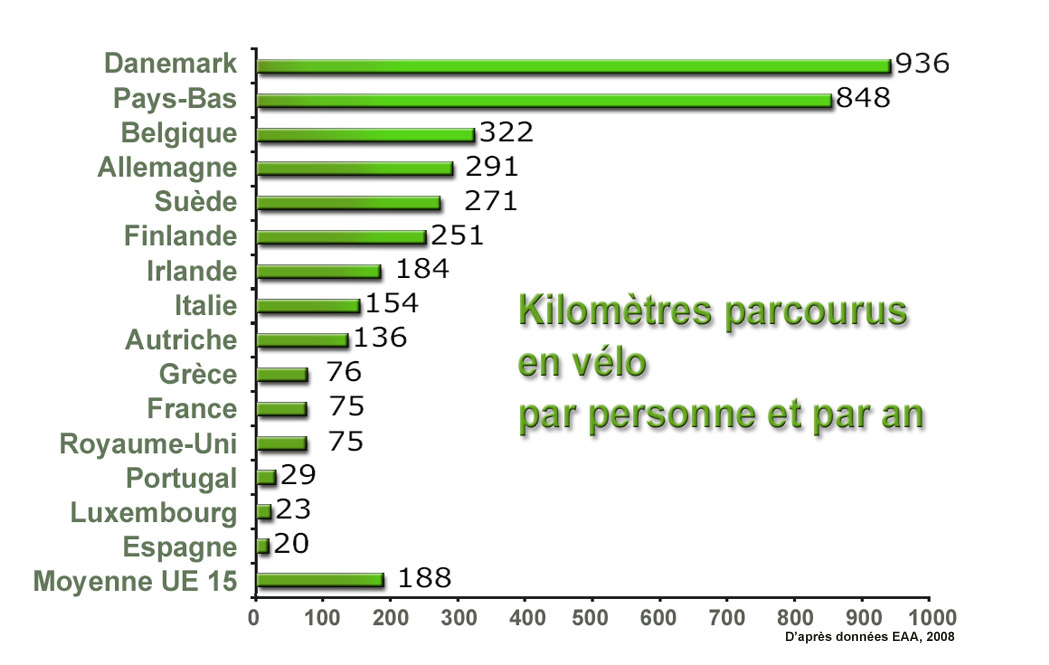
Comparaison des distances moyennes annuellement parcourues à vélo, par personne et par pays, en Europe (2008).

Avec plus d'un milliard et demi de bicyclettes circulant sur la planète, le vélo est toujours le moyen de transport le plus utilisé au monde[réf. nécessaire]. L'apparition du vélo aurait provoqué ou accéléré plusieurs évolutions de société. Néanmoins, le nombre moyen de kilomètres parcouru par personne et par an varie fortement selon les régions et les pays.

### Un facteur d'autonomie individuelle
Sous sa forme à deux roues avec un cadre composé de deux triangles dos à dos, la bicyclette (quasiment identique à celle que nous utilisons maintenant) a procuré aux femmes une mobilité sans précédent, facilitant ainsi leur émancipation. Dans les années 1890, l'engouement pour le cyclisme chez les femmes a été à l'origine de la création d'une mode de vêtements comme les jupes-pantalons qui ont aidé les femmes à se libérer du corset et d'autres vêtements contraignants.

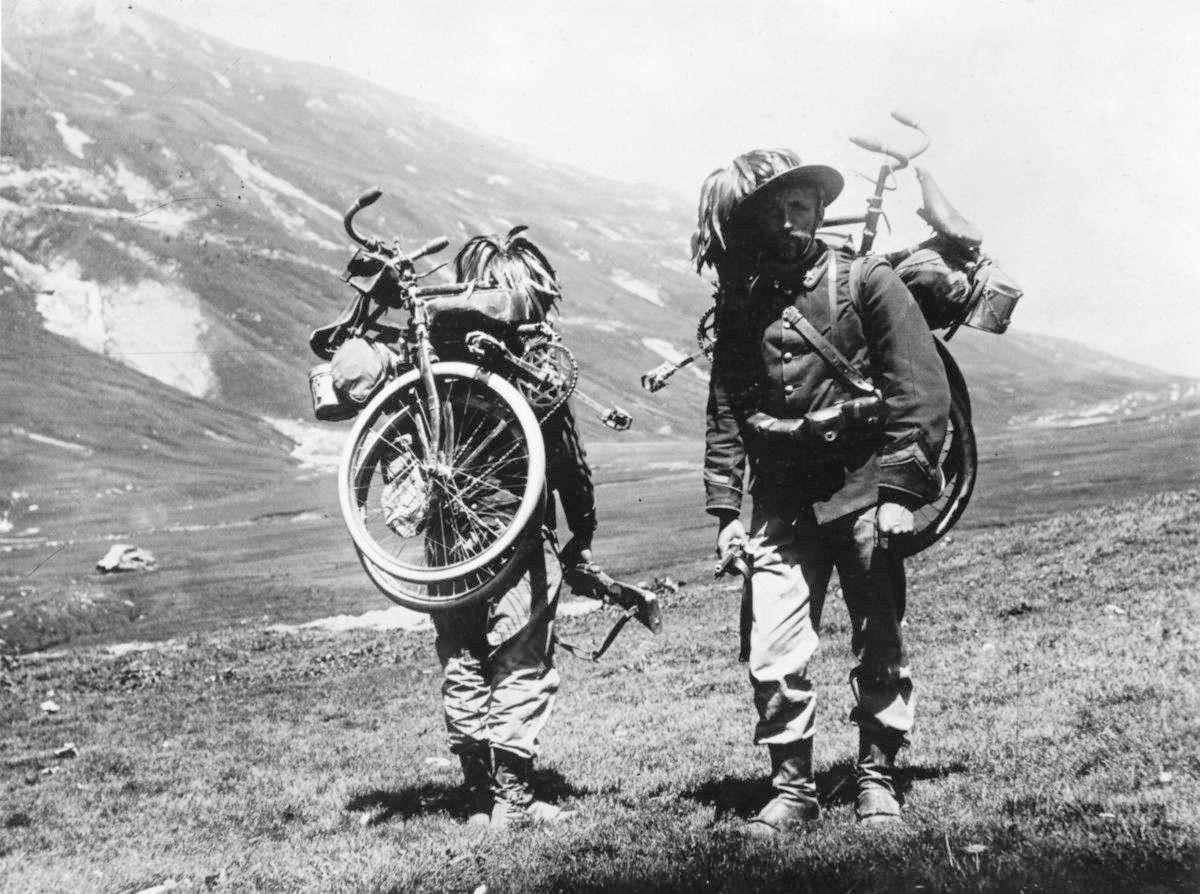
Dès la Première Guerre mondiale, les vélos pliants existent et étaient utilisés.

La bicyclette a été utilisée par différentes armées dans des régiments d'infanterie cycliste.

### Vol
En 2023, 1,3 million vélos sont volés annuellement dans l'Union européenne. Parmi ceux-ci, 40 % sont en résidence en Europe[C'est-à-dire ?], 4 % sont volés en garage aux Pays-Bas[pas clair] ; 17 % sont à assistance électrique aux Pays-Bas et 23 % en France. Un million d'Européens ont arrêté la pratique du vélo à cause des vols.

### Bicyclette et urbanisme
Historiquement, en ville, en Europe mais surtout en Chine et dans certains pays d'Asie du Sud-Est, les bicyclettes ont réduit la concentration de population du centre-ville, en donnant aux travailleurs un moyen d'effectuer des déplacements pendulaires entre les habitations individuelles en banlieue proche et les lieux de travail en ville. Le recours aux chevaux a également diminué dans la même période. La bicyclette, combinée aux congés, a permis aux gens de voyager dans leur pays d'origine, avec une grande autonomie, à une époque où l'automobile restait un moyen de transport onéreux accessible seulement aux classes supérieures.
Tous les deux ans depuis 2007, le site Copenhagenize.com dresse un classement des villes où la part modale du vélo est la plus importante. En 2017, les dix premières villes étaient : Copenhague, Utrecht, Amsterdam, Strasbourg, Malmö, Bordeaux, Anvers, Ljubljana, Tokyo et Berlin.
En France, dans les années 2000, une proportion croissante de la population utilise la bicyclette comme moyen de transport sur de courtes distances,, particulièrement dans des villes densément peuplées où l'usage de l'auto est rendu moins intéressant par la congestion de la circulation, la faible vitesse moyenne et les coûts d'usage et de stationnement. Ainsi, par exemple, le nombre de trajets effectués quotidiennement à vélo par les Parisiens représente-t-il en 2010 un tiers de leurs trajets réalisés en voiture. Cette tendance s'est accélérée avec le processus de vieillissement de la population[réf. souhaitée].
De plus en plus de municipalités construisent maintenant des aménagements cyclables, comme les pistes ou des bandes réservées, pour faciliter et favoriser l'usage du vélo, tant comme moyen de locomotion au quotidien que comme loisir. L'intermodalité entre les transports progresse également, avec le développement de systèmes d'accrochage de vélos dans les bus, les trains, etc.
La bicyclette est toujours l'un des véhicules individuels les plus utilisés dans de nombreux pays en développement.

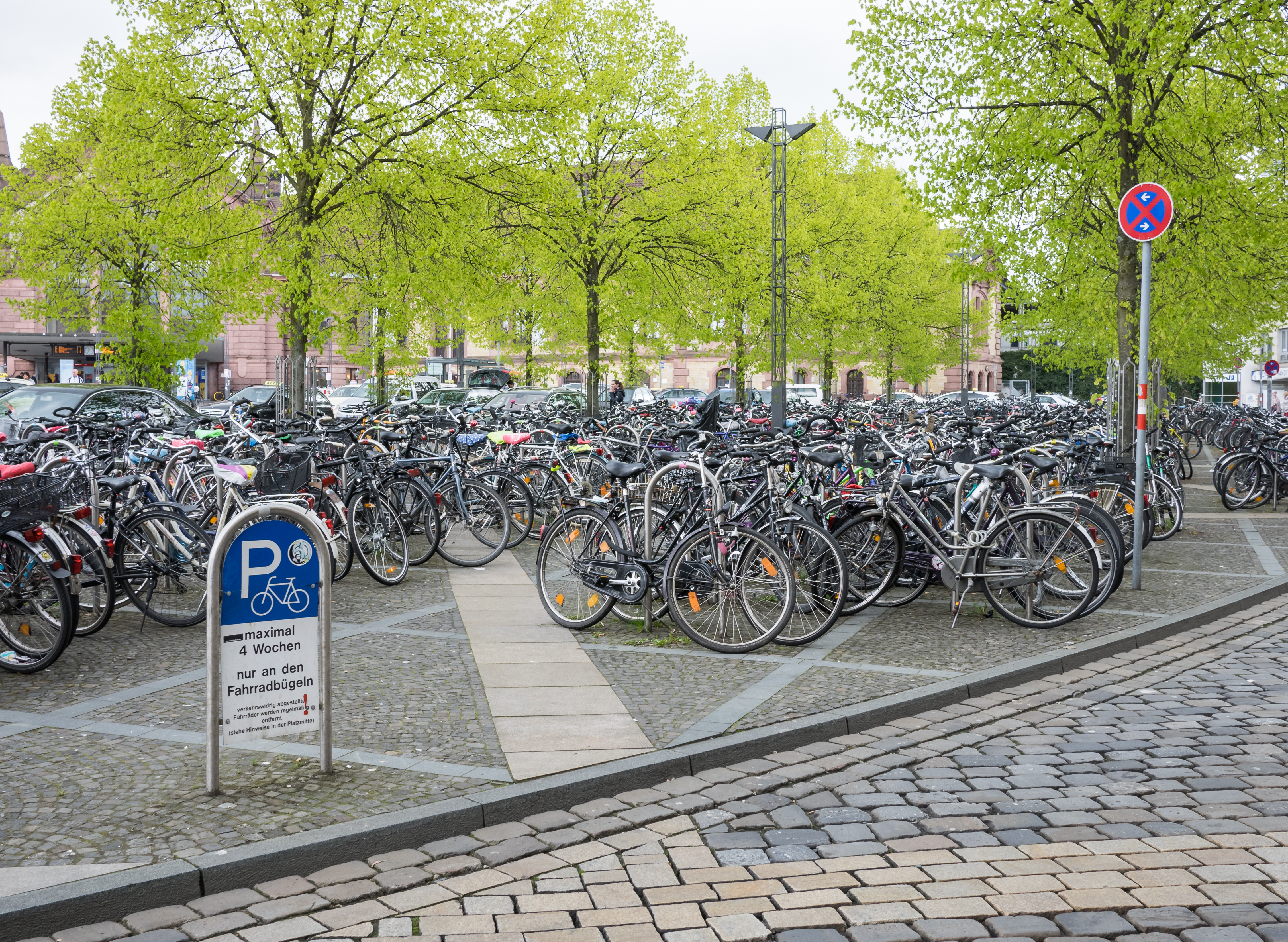
Arceaux à vélos devant une gare ferroviaire.

Le vol a conduit à la mise en place de meilleurs moyens antivols. De nombreux parcs à vélos s'équipent d'arceaux, de garages ou de consignes à vélo.
Selon Samuel Nello-Deakin, doctorant à l'université d'Amsterdam, au lieu de continuer à mener de nombreuses études scientifiques sur le développement de la bicyclette dans les villes, qui vont toutes dans le même sens, il serait maintenant plus judicieux de s'intéresser à l'« évaporation » du trafic, dont « une meilleure compréhension […] pourrait jouer un rôle déterminant dans la future politique en faveur du vélo ». Le but est de « réserver plus d'espace aux cyclistes, au détriment du trafic motorisé ».

### Une source de progrès technique
La fabrication industrielle des bicyclettes avec cadre en double triangle dos à dos a nécessité la mise au point de techniques avancées dans le travail du métal, ainsi que l'invention de composants comme le roulement à billes et les engrenages. Ces inventions et techniques ont permis plus tard de développer des pièces mécaniques qui seront utilisées dans les premières automobiles et en aéronautique. Un exemple d'une telle évolution est celui des frères Orville et Wilbur Wright, qui avaient débuté en tant que fabricants de bicyclettes.

### Un facteur de développement touristique
L'usage du vélo a entraîné l'organisation sur le plan politique des cyclistes et des amateurs de bicyclette, sous forme de groupes de pression, pour promouvoir auprès des institutions la création d'un réseau routier revêtu, bien entretenu et cartographié.
Tant le modèle d'organisation de ces groupes de pression que celui des routes elles-mêmes facilita plus tard le développement de l'usage d'un autre véhicule à roues : l'automobile. Dans certaines sociétés occidentales, la bicyclette fut reléguée après la Seconde Guerre mondiale au rang de jouet pour les enfants, et il en fut ainsi durant plusieurs années, notamment aux États-Unis. Dans certains pays occidentaux, en particulier au Danemark et aux Pays-Bas, la bicyclette est toujours très utilisée comme moyen de transport.

## Philosophie
La défense du vélo et du mode de vie cyclable a pu donner à certains philosophes et auteurs le qualificatif de « vélosophes ». La vélosophie renverrait à la dimension spirituelle que permet la pratique du vélo. Ainsi, pour Jean-François Balaudé, philosophe et président de l'université Paris-Nanterre et adepte de la bicyclette, le vélo constitue « une sorte de métaphysique incarnée » car il s'agit d'un sport ou d'un mode de déplacement caractérisé par une vitesse modérée, dénué de chocs et de traumatismes, fondé sur la réitération d'un mouvement circulaire, propice à la méditation. Balaudé parle d'un « éveil à la fois physique et cérébral ». Le vélo porte des valeurs écologiques et sociales à l'opposé de celles de la voiture, qui pour lui favorise la généralisation de comportements agressifs dans l'espace public. Pour les penseurs de la « vélosophie », il s'avère donc un élément central des politiques publiques de développement soutenable mais aussi de coexistence sociale. La vélorution (mot-valise mêlant vélo et révolution) est un mouvement dont le but principal est de promouvoir l'utilisation des moyens de transports personnels non polluants (bicyclette, patin à roulettes, planche à roulettes) et de dénoncer la place réservée à l'automobile dans les sociétés industrielles, son emprise dans l'espace urbain, rejoignant des préoccupations proche des mouvements de la décroissance et du convivialisme.
Eloigné de ce folklore et suivant une approche d'inspiration individualiste, le philosophe Christophe Salaün remarque, dans son Éloge de la roue libre, que la pratique du vélo invite chacun à expérimenter trois conditions essentielles : celle de la volupté, celle de la vertu et celle de la contemplation du monde, « le vélo étant tour à tour et tout autant, un hédonisme, une éthique de l’effort, et une approche esthétique du monde » (p. 16-17). Il interroge également le rapport que nous avons avec les objets techniques – le vélo renvoyant à une forme de « compagnonnage », voire de lien intime avec l'univers des machines (p. 47-63). Il traduit enfin un rapport au monde « non invasif », « discret », qui effleure le monde au lieu de le consommer (p. 107).

## Environnement et santé

### Environnement
Le vélo est un moyen de déplacement économe en énergie, peu dangereux et occupant peu d'espace. Il a une faible empreinte écologique. En milieu urbain, pour les déplacements courts, il est une bonne alternative à l'automobile. Pour les déplacements plus longs ou pour se rendre à son travail, toujours en milieu urbain, il constitue un excellent complément aux transports en commun, car il démultiplie l'aire desservie[réf. nécessaire].

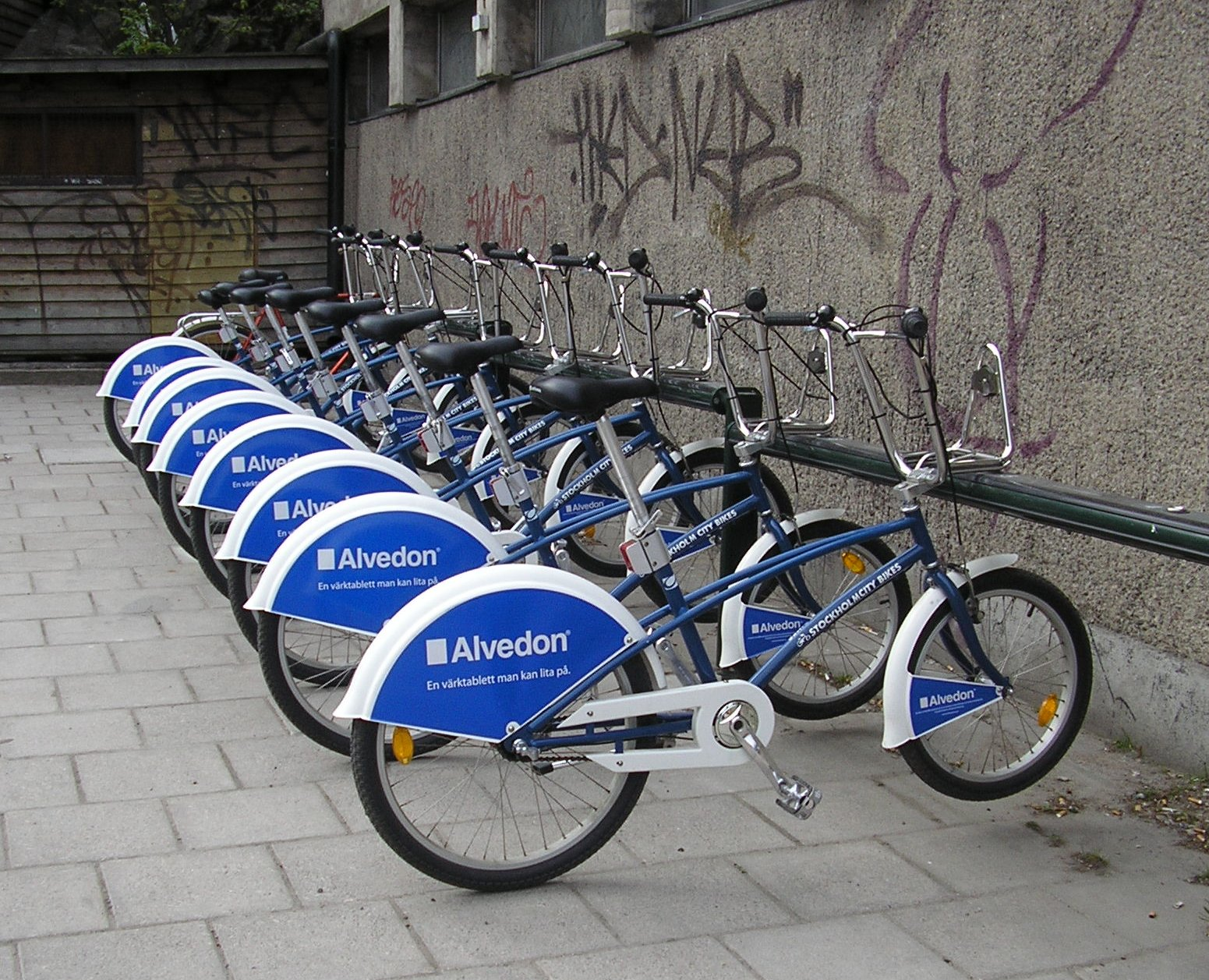
Certaines villes (ici, Stockholm) encouragent le développement du vélo pour des raisons de développement durable.

Les vélos en libre-service, vélo-taxis, vélos cargos (triporteurs utilitaires multi-fonctions convenant au transport et aux livraisons comme aux activités de propreté ou à la vente ambulante) et le déménagement à vélo sont d'autres exemples d'alternatives écologiques et d'écomobilité.
Une étude de 2020 par The Shift Project portant sur la décarbonation de la mobilité dans les zones périurbaines proches indique qu'une politique volontariste permettrait de réduire de 60 à 70 % les émissions de gaz à effet de serre dues aux transports, sur dix ans, le vélo contribuant de 15 à 30 % à cette évolution[source insuffisante]. La bicyclette a également toute sa place dans les zones de faible densité (dites « rurales »). En France, la part modale de la bicyclette, aussi bien en nombre de déplacements qu'en voyageur-kilomètres, est sensiblement inférieure à celle de la marche à pied. L'organisme demande instamment le développemet du vélo en ville, ainsi que la création de pistes cyclables sécurisées le long des routes départementales.
Le discours public et les études scientifiques s'intéressent essentiellement aux émissions directes en CO2 du vélo, nulles à l'usage et faibles sur la fabrication (voir par exemple en France l'Ademe). Les autres avantages du vélo et de la marche, que sont la réduction des pollutions atmosphérique et sonore, s'ajoutent à ces considérations de gaz à effet de serre.
En Allemagne, les référendums locaux (de) permettent aux citoyens d'engager un rapport de force avec les municipalités dans le but de développer la place de la bicyclette dans les villes. Les citoyens en font usage.

### Santé
La pratique du vélo apporte des bienfaits en matière de santé publique, parce qu'il s'agit d'une activité physique d'intensité moyenne, idéale pour réduire les risques de maladies cardiovasculaires. La pratique quotidienne du vélo est également recommandée par l'Organisation mondiale de la santé ou la Commission européenne dans la lutte contre l'obésité. Aux Pays-Bas, une étude commandée par le ministère néerlandais des Transports montre que dans ce pays un travailleur sur trois va régulièrement au travail à vélo. Ceux qui utilisent un vélo tous les jours ouvrés sont statistiquement moins souvent malades et donc plus rentables pour leurs employeurs. Si l'on considère que les deux autres tiers rassemblent des personnes en moins bonne santé, celles-ci se porteraient mieux en pratiquant le vélo. Le ministre a prévu à la suite de cette étude 70 millions d’euros en 2009 pour aménager des pistes cyclables facilitant les trajets domicile-travail et pour des mesures d’accompagnement des cyclistes (augmentation des parcs à vélos sécurisés dans les gares).
Le transport à vélo présente plusieurs avantages sur les autres modes de transport. Une étude du ministère de l'Environnement français souligne l'intérêt sanitaire de développer une politique en faveur des déplacements domicile-travail à vélo :
- une baisse de la mortalité due essentiellement aux bénéfices de l’activité physique ;
- une réduction des nuisances avec des effets sur la santé publique : baisses des émissions de polluants et du bruit ;
- une baisse des dépenses de santé : gain sanitaire de 47 centimes d’euros par kilomètre parcouru (38 centimes avec le facteur correctif d’« accidentalité » à vélo)[69].

L'exposition du cycliste aux polluants atmosphériques dépend de plusieurs facteurs. D'une part, l’air que respire le cycliste est meilleur que celui des habitacles des automobilistes (mais plus chargé que celui inhalé par les piétons). Il présente des concentrations de gaz et de particules qui peuvent être inférieures, parce qu'il roule sur le côté de la chaussée et que la prise d'air des véhicules est généralement plus proche des pots d'échappement que ne l'est le nez du cycliste. Sa position surélevée lui permet notamment d'échapper à certains polluants plus lourds que l'air. D'autre part et néanmoins, la ventilation plus importante due à l’effort physique que fournit le cycliste lors de son déplacement fait qu'il inhale un volume d’air 4,3 fois supérieur à celui d’un automobiliste, ce qui augmente significativement son exposition aux polluants émis par la circulation,. En conséquence, sur un même trajet, le cycliste (comme le piéton) absorberait davantage de polluants de l'air que l’automobiliste ou l'usager des transports en commun (à l'exception du métro). Enfin, lorsque l'on prend en compte les bénéfices de la circulation à vélo, principalement l'activité physique et l'exposition réduite au stress, elle reste plus saine et recommandée que les autres modes de déplacement.
En février 2024, deux chercheurs calculent, à partir de données de 2009, que la pratique actuelle du vélo permettrait d'éviter 2 000 décès prématurés et 6 000 maladies chroniques, en considérant cinq pathologies (cancers du sein et du côlon, démence, diabète, maladies cardio-vasculaires). Ils estiment que cela correspond à 191 millions d’euros d'économies en coûts médicaux directs (soins ambulatoires, hospitalisations et indemnités journalières) et 4,8 milliards d’euros de coûts dits « intangibles », c'est-à-dire associés à la valeur monétaire attribuable à une vie humaine ou à une année de vie par la société. Cette étude évalue aussi que si 25 % des trajets de moins de 5 km effectués en voiture étaient faits en vélo, 4 000 décès prématurés seraient évités, ce qui génèrerait une économie de 2,6 milliards d'euros de coûts intangibles, en plus de la réduction de 0,257 mégatonne d'émissions de CO2.

### Accidents
Ce gain en matière de santé est toutefois partiellement contrebalancé par le risque d'accident, variable d'un pays à l'autre. Les pays comptant le plus de cyclistes sont les moins dangereux pour les cyclistes. Selon une étude anglaise publiée en 2007 et comparant les risques encourus par des cyclistes âgés de dix à quatorze ans dans huit pays, les Pays-Bas et la Norvège sont les pays les plus sûrs, suivis de la Suisse et de l'Allemagne. Des parts modales élevées de cyclistes sont généralement corrélées avec de faibles risques d’accidents graves à vélo, selon le principe de « sécurité par le nombre »,. Des différences spatiales fortes concernant le risque d’accident à vélo sont observées en Europe. En queue de classement, on trouve la Nouvelle-Zélande et le Royaume-Uni, des pays où la bicyclette est moins utilisée. Les auteurs concluent que les pays où la pratique de la bicyclette est moins répandue sont moins sûrs pour les jeunes cyclistes.
Ces résultats confirment ce que d'autres chercheurs, notamment suédois et américains, postulent depuis le début des années 2000 : si on multiplie le nombre de cyclistes par dix, le nombre d'accidents les concernant n'est multiplié « que » par quatre. Il serait donc souhaitable que leur nombre augmente pour améliorer leur sécurité.
En Suisse, pays au relief accidenté, chaque année, deux fois moins de personnes meurent à vélo qu'à moto alors que les cyclistes effectuent davantage de déplacements que les motards (la statistique inclut les scooters dès 125 cm3 parmi les motos). Par kilomètre parcouru, les motards et scootéristes sont 18 fois plus exposés à un accident mortel que les automobilistes, les cyclistes sept fois plus, et les piétons six fois. Si l'on calcule le risque de décès par heure, se déplacer à vélo reste plus risqué que de rouler en voiture, mais l'heure de vélo est sept à huit fois moins dangereuse que l'heure de moto ou de scooter.
Au Royaume-Uni, une étude du département des transports a estimé à 30,9 le nombre de morts par milliard de kilomètres parcourus à vélo, contre 35,8 piétons et 122 motocyclistes pour la même distance.
En France, le sous-enregistrement des accidents à vélo dans les statistiques officielles (fournies par les forces de sécurité (BAAC)) est massif et nettement supérieur aux autres modes de transport (d'un rapport de l'ordre de 1 à 10 pour les blessés légers à vélo constatés en hôpital). Une fois cet effet pris en compte, le risque d'être blessé à vélo est 11 fois plus important qu'en voiture pour les blessés légers et 15 fois pour les blessés graves, à temps de transport identique. Il est encore supérieur à distance parcourue identique. Pour les tués, malgré l'absence de sous-déclaration, il est 15 fois plus fort. 
Le sous-enregistrement des accidents légers est également confirmé par plusieurs chercheurs : les cyclistes ne déclarent pas systématiquement les accidents qui les impliquent, malgré le fait que le coût total moyen d’un accident léger à bicyclette s’élève à un peu plus de 800 €,.
Dans la plupart des pays, des guides sont disponibles, qui rappellent les consignes de prudence et bonnes pratiques. 
Le port du casque est sujet à controverse : les études de traumatologie montrent une division forte (jusqu'à 3,4) des risques de blessures à la tête, mais selon les opposants, son obligation serait contre-productive, en faisant baisser le nombre de cyclistes. Une augmentation du nombre de cyclistes entraînerait une baisse du taux d'accidents, car les automobilistes sont plus « habitués » à leur présence. Il faudrait donc passer davantage par des circulations plus « douces » et un mode de conduite « apaisé », plutôt que par une profusion de protections pour les cyclistes.

### Bilan des risques et bienfaits
Au Danemark, une étude tenant compte de tous les points positifs et négatifs liés à la pratique du vélo a montré que le risque de mourir dans l'année est réduit d'un tiers chez les personnes qui se rendent au travail à vélo, comparé à celles qui utilisent un autre moyen de transport. L'activité physique quotidienne apporte donc un gain plus important que le risque d'accident. 
Néanmoins, ces études, basées sur la mortalité, ne prennent pas en compte les effets sur la santé liée à l'accidentologie supérieure du vélo (cf supra, sous-déclaration des blessés)  

### Journée mondiale de la bicyclette
Compte tenu des effets positifs de la bicyclette pour l'environnement et la santé, le 18 avril 2018, l'Assemblée générale des Nations unies adopte une résolution faisant du 3 juin la « journée mondiale de la bicyclette »,. En 2020, dans le contexte de la pandémie de Covid-19, l'ONU encourage ce jour-là les États membres à développer une culture de la bicyclette, pour ses bienfaits en matière de santé et d'environnement, mais aussi comme un moyen de répondre aux défis que pose la reprise des activités après le passage de la pandémie.

## Industrie
La production et l'usage de bicyclettes sont associées à différents métiers.
Depuis 2019, le Portugal est le premier producteur de vélos en Europe,.
Deux grands salons se tiennent annuellement, présentant les nouveautés de l'industrie mondiale du cycle : Eurobike pour l'Europe (fin août, en Allemagne), et Interbike pour les États-Unis, en septembre à Las Vegas. Beaucoup d'autres salons existent, dans différents pays, mais ils sont de moins grande taille, pas tous annuels et présentent seulement les produits de quelques pays[réf. souhaitée].
| Année | Valeur   | Volume    | Prix moyen | Équipements | Marché total | Détaillants cycles            | Grandes surfaces multisports | Grandes surfaces alimentaires | Internet                   |
| ----- | -------- | --------- | ---------- | ----------- | ------------ | ----------------------------- | ---------------------------- | ----------------------------- | -------------------------- |
| 2012  | 809,8 M€ | 2 916 900 | 278        | 465,5 M€    | 1 275,3 M€   | Valeur : 51,5 % Volume : 23 % | Valeur : 39 % Volume : 52 %  | Valeur : 9,5 % Volume : 25 %  |                            |
| 2013  | 846,9 M€ | 2 785 300 | 303        | 655,1 M€    | 1 502 M€     | Valeur : 45 % Volume : 20 %   | Valeur : 33 % Volume : 50 %  | Valeur : 8 % Volume : 23 %    | Valeur : 14 % Volume : 7 % |
| 2014  | 918,8 M€ | 2 977 600 | 307        | 697,3 M€    | 1 616,1 M€   | 701 M€ (43 %)                 | 547 M€ (34 %)                | 123 M€ (8 %)                  | 245 M€ (15 %)              |
| 2015  | 961,6 M€ | 2 996 000 | 321        | 728,9       | 1 690,5 M€   | 729,8 M€ (43 %)               | 580,3 M€ (34 %)              | 114,4 M€ (7 %)                | 266 M€ (16 %)              |

La production de vélo en France connaît une forte progression, les capacités de production sur le territoire national évoluant de 620 000 en 2020 à 800 000 en 2021 et devant atteindre 976 000 en 2022.

## Art, festivités, manifestation
La bicyclette est détournée par de nombreux artistes, par exemple lors du festival Burning Man où sont présentées des « vélos artistiques (en) », qui conservent leur fonctionnalité.

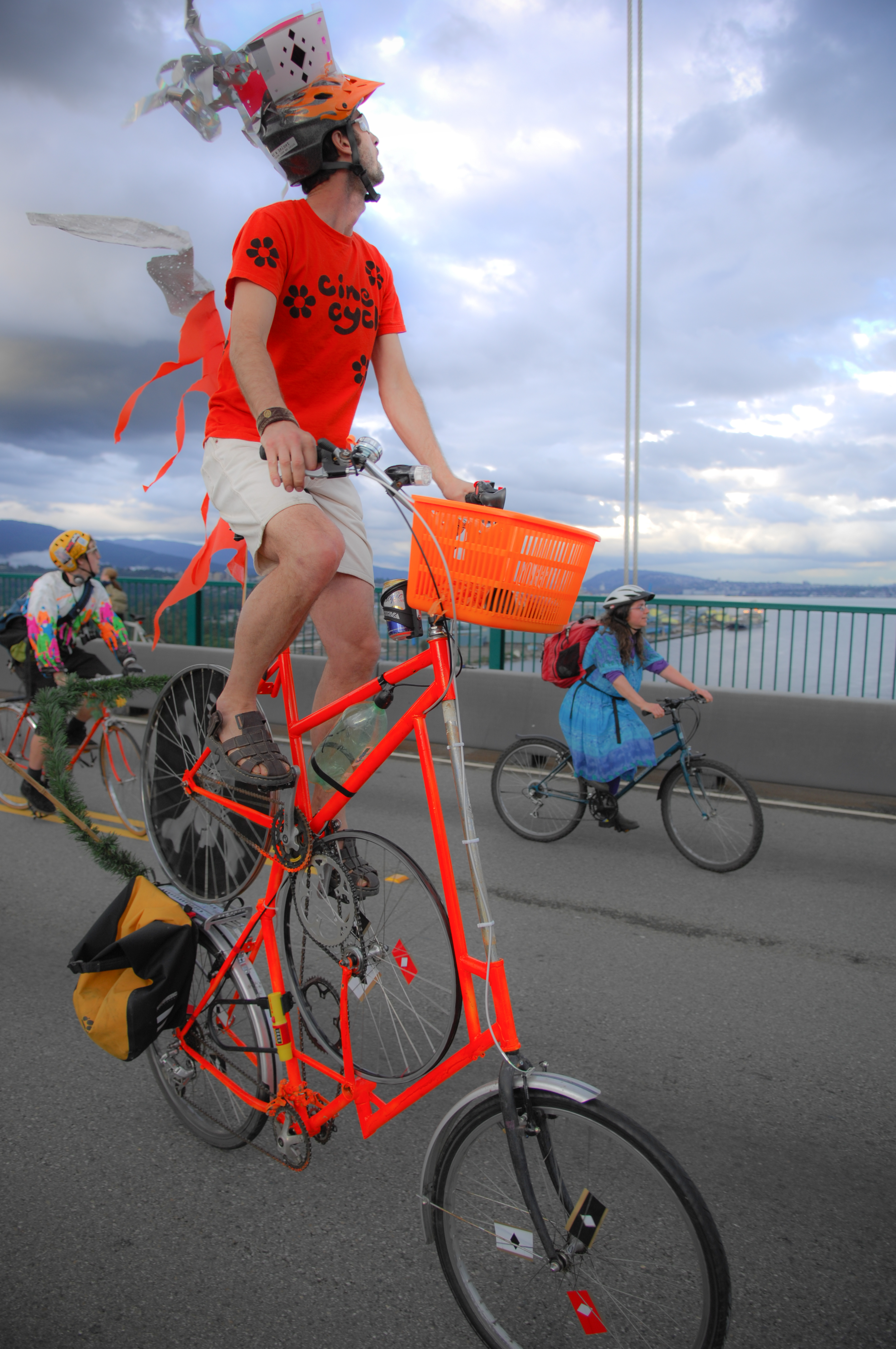
Tall Bike.
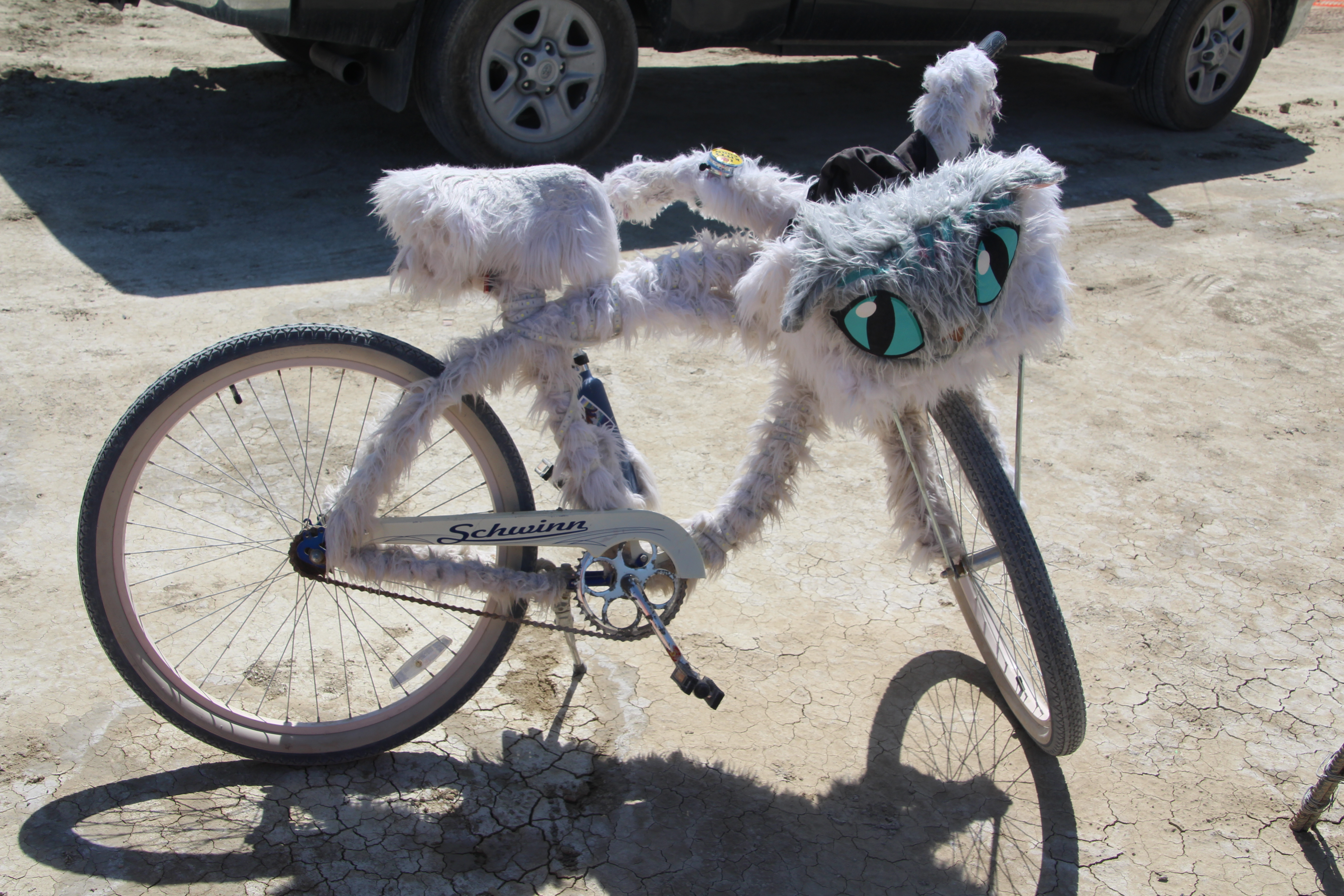
Vélo décoré lors du festival Burning Man.

## Autres noms et surnoms
- Clou, biclou ;
- Bécane ;
- Allonge-gambette ;
- La petite reine[98].

## Records

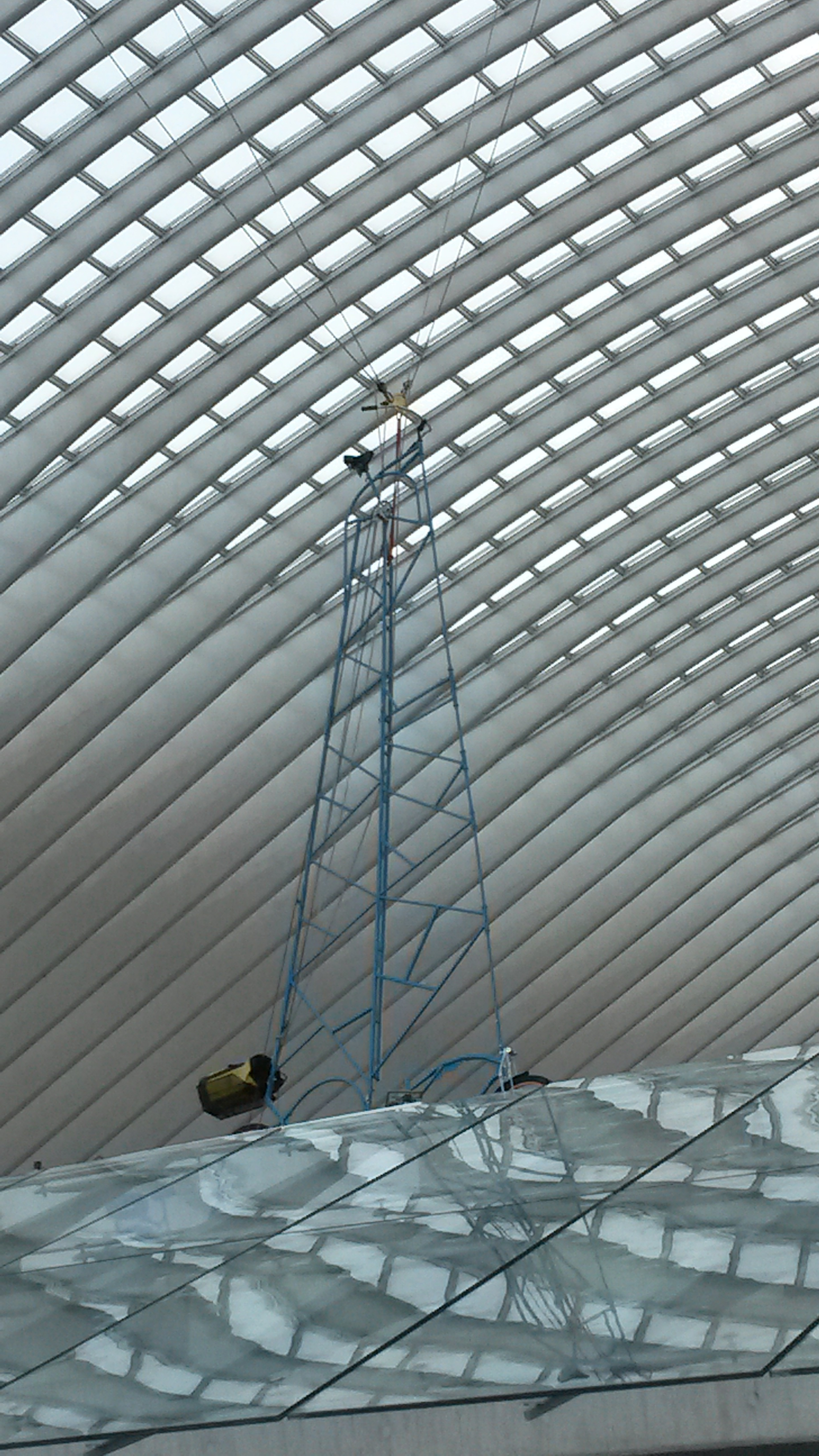
Plus grand vélo du monde (6.3 m) à Liège.

- Le record de vitesse pour un vélo à propulsion humaine sur le plat est de 144,17 km/h[99],[100], obtenu en vélomobile couché à carénage et sans véhicule ouvreur servant d'écran aérodynamique.
- Record de l'heure cycliste
- Record de vitesse à bicyclette sur terrain plat et derrière abri
- Le plus grand vélo du monde (6,3 mètres) est détenu en 2013 par Robin Zobel et la ville de Liège[101]. Pour avaliser ce record, le vélo doit parcourir au moins 100 mètres.